# Liberty a Napoli

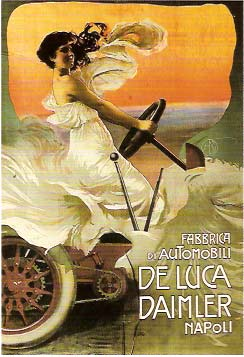
Manifesto pubblicitario disegnato da Mario Borgoni, della Daimler a Napoli.

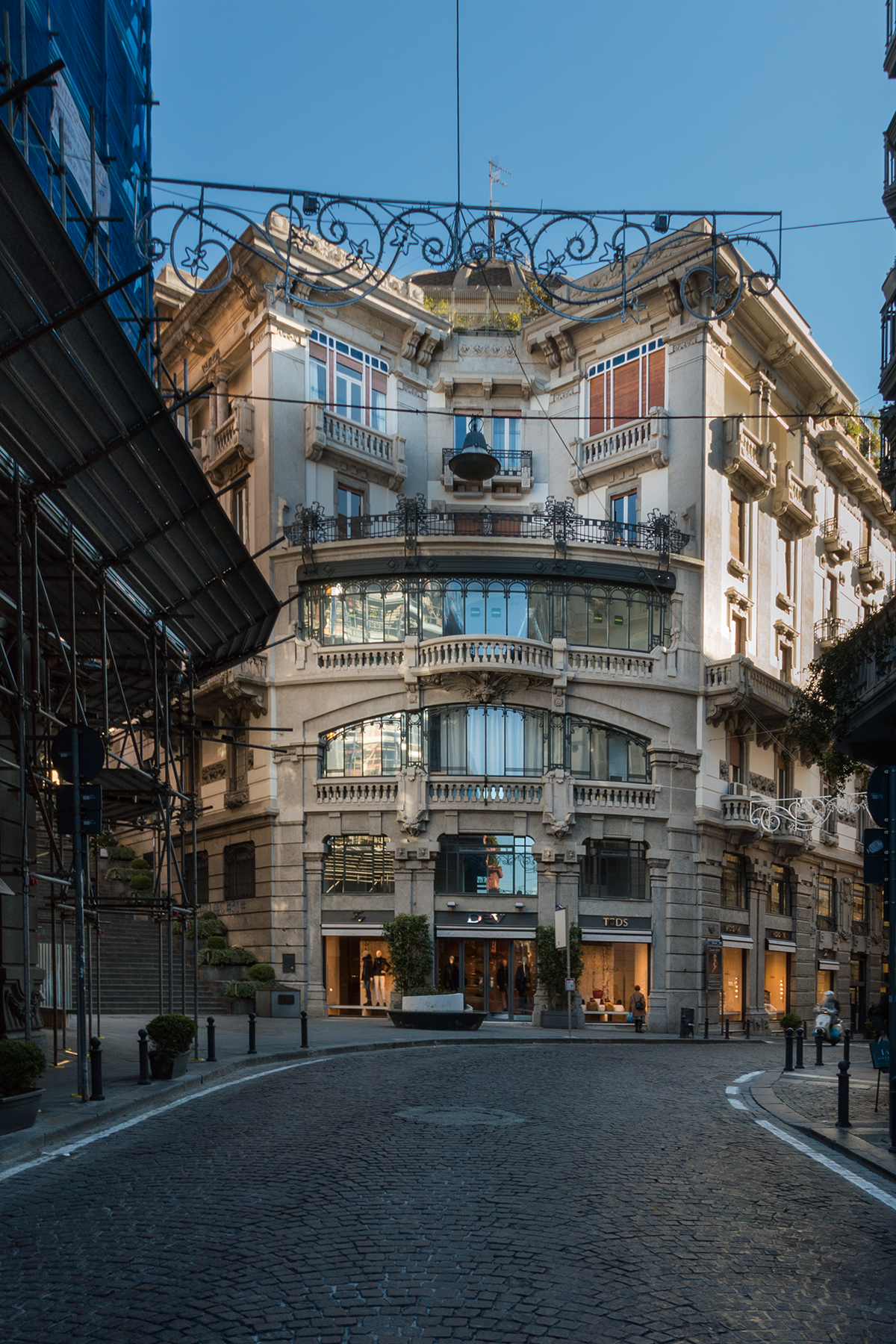
Palazzo Mannajuolo in via Filangieri.

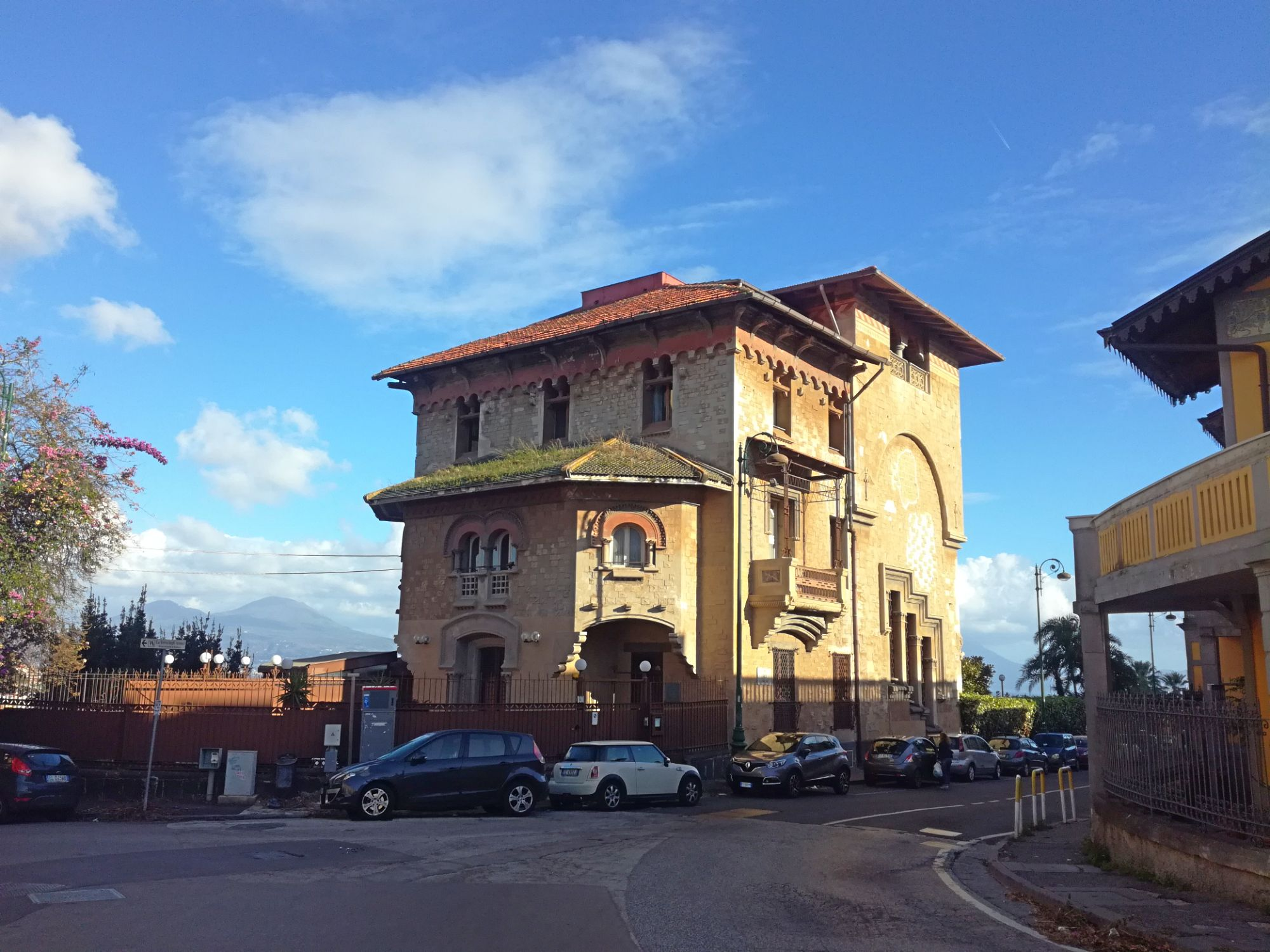
Villa Spera vista da piazza Santo Stefano.

Il liberty a Napoli fu la declinazione  dell'Art Nouveau che interessò la città partenopea durante la Belle Époque, con particolare riferimento all'architettura che si estese e sviluppò nei primi due decenni del XX secolo sul Vomero, a Posillipo, e nel quartiere di Chiaia.
Il liberty architettonico, di Napoli e dintorni, nacque come una decadenza dell'eclettismo, molti degli edifici di questo periodo riflettono dunque tendenze legate all'architettura eclettica e monumentalista della seconda metà del XIX secolo, ad esempio alcuni palazzi del Rione Amedeo. Architetture che assumono la caratteristica di una sorta di castelli urbani sono progettate da Francesco De Simone, mentre il liberty eclettico più modesto di Emmanuele Rocco si esprime in alcuni edifici residenziali della periferia. Al Vomero invece, il principale progettista è Adolfo Avena, che adotta un linguaggio liberty molto rurale. Mentre forme più mature dello stile vennero raggiunte tra il 1910 e lo scoppio della prima guerra mondiale con l'opera partenopea di Giulio Ulisse Arata e degli ingegneri Gregorio Botta e Stanislao Sorrentino.

## Introduzione

### I prodromi europei

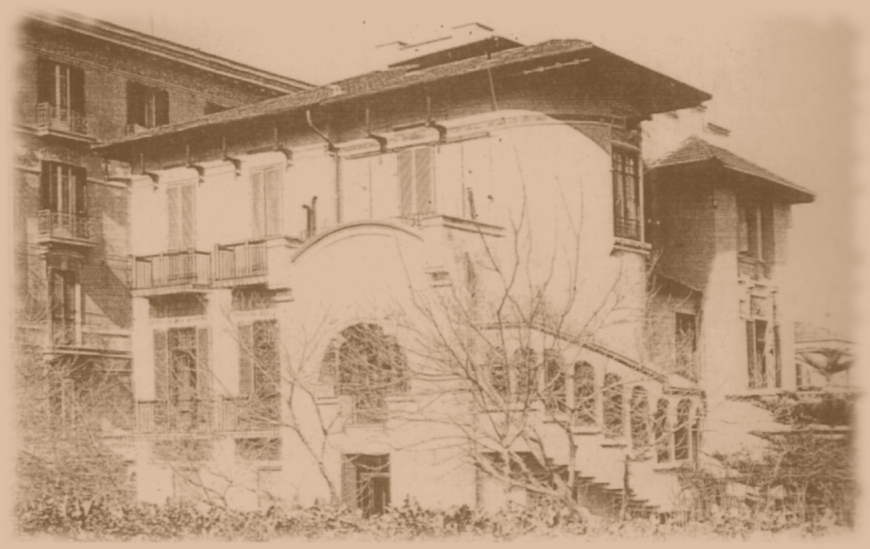
Villa Scaldaferri al Vomero, demolita.

Il passaggio dal XIX al XX secolo in Europa fu caratterizzato da un fervente rinnovamento delle espressioni artistiche sicuramente influenzate dal progresso tecnico e dall'entusiastica esaltazione positivista degli importanti traguardi raggiunti dalla scienza. Già in Inghilterra, nel pieno della rivoluzione industriale, si pose il problema di come industrializzare il processo artistico. Durante la Grande esposizione del 1850 vennero esposti prodotti artistici in metallo ottenuti dalle recenti innovazioni sulla fusione, colatura e stampaggio a freddo dei metalli che da quella data a breve divennero i primi oggetti di fucina di massa. Pochi anni dopo, Joseph Monier, brevettò il primo sistema per ottenere un nuovo conglomerato litificato in grado di sostituire la pietra. Nacque così la stagione del cemento armato che si affiancò a quella siderurgica britannica. Il nuovo materiale si presenta in una prima istanza molto malleabile per le sue proprietà chimiche di viscosità e a contatto con l'aria reagisce disidratandosi e pietrifica. Furono realizzati così, nella seconda metà del XIX secolo, diversi oggetti di uso comune con il cemento armato: dalle fioriere agli scafi di piccole imbarcazioni, dai tubi alle prime solette strutturali per edifici. 

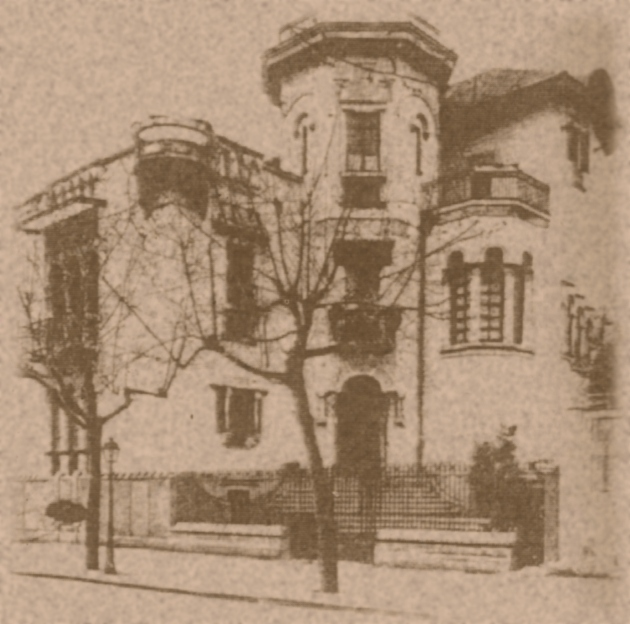
Villa Avena, residenza privata dell'ingegnere Avena demolita negli anni della speculazione edilizia.

Contemporaneamente diversi intellettuali si ponevano il dubbio se con tale progresso industriale si arrivi ad un processo di alienazione del processo artistico costruito su canoni di una ideale bellezza universale derivata dalla costante reinterpretazione del classicismo propinato dalle Accademie e basato sulle speculazioni di filosofi razionalisti e dall'arte rinascimentale. Nacquero progressivamente movimenti che idealizzavano lo stile di vita medioevale, dai modi più rurali e più semplici rispetto a quelli delle grandi città investite dall'imperante industrializzazione, e il ritorno ad una attività di carattere più manuale dove sia l'artista che l'esecutore materiale potevano godere i frutti del proprio lavoro. Il primo movimento che vide la luce fu il preraffaellitismo, un movimento di carattere pittorico che mosse i suoi passi nell'Inghilterra tardo-vittoriana ed insieme alla letteratura francese di quel periodo può inquadrarsi come primo movimento simbolista e decadentista con sfumature neoromantiche. In seguito alle prime esperienze dei preraffaelliti si accostarono quelle dei teorici dell'arte come John Ruskin. Ruskin, principale sostenitore della cultura neogotica inglese della metà dell'Ottocento, arrivò ad accusare la disumanizzazione del processo lavorativo industriale nella quale l'operaio è ridotto a strumento accessorio della macchina e contrapposto a questa visione realistica della vita c'è quella idealizzata dell'operaio medioevale dove egli ha un vasto margine creativo dall'alto valore artistico. L'allievo di Ruskin, William Morris, rimase affascinato dalle teorie preraffaelite e da quelle dello stesso maestro. Morris fondò così il movimento Arts and Crafts, traducibile in Arti e Mestieri, dove per la prima volta vennero messe in atto le teorie di Ruskin proponendo un modello di formazione simile a quello delle antiche corporazioni medioevali ma con risvolti economici disastrosi a causa dell'elevato prezzo d'immissione sul mercato dei vari pezzi di arredo e di arte applicata realizzato dallo stesso Morris e dai suoi allievi in laboratorio. Parallelamente in Francia s'iniziò a capire l'importanza della tutela dei beni architettonici ed artistici iniziando una serie di restauri e di ricerche sulle tecnologie architettoniche medioevali che identificavano in una certa misura lo stile patrio per i francesi. Pioniere del restauro degli antichi edifici medioevali di Francia fu Eugène Viollet-le-Duc. Viollet-le-Duc, in qualità di teorico del suo tempo e con speculazioni basate sull'esperienza maturata con il restauro delle fabbriche medioevali, fu il primo ad aprire il dibattito sull'utilizzo onesto dei materiali impiegati e la forma doveva riflettere la struttura dell'edificio. La ricerca tra la forma e la struttura fu continuata da Auguste Choisy attraverso lo studio diretto degli edifici e successivamente vennero ridisegnati attraverso particolari assonometrie che chiarificavano il ruolo della struttura all'interno del sistema edificio.

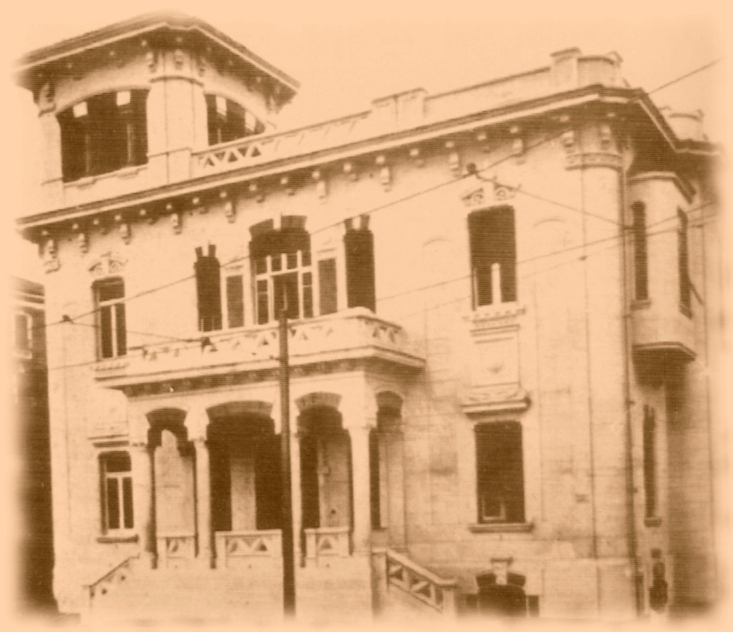
Villa Rossi-Filangieri al Vomero, demolita nel 1959.

Questi primi intellettuali antiaccademici furono il trampolino di lancio, verso la fine del secolo, per lo sviluppo delle nuove avanguardie artistiche che si manifestarono dapprima con la pittura e la scultura investì ben presto anche il mondo delle arti applicate e della progettazione architettonica. Le teorie neomedioevaliste di Ruskin, Morris e di Viollet-le-Duc si unirono a quelle del mondo esotico ereditato dal contesto socio-economico e politico di quel tempo legato al colonialismo dove gli artisti esprimevano il loro estro artistico arredando le proprietà di ricchi uomini di affari e le nuove tecnologie costruttive che entravano a pieno obbligo nella vita giornaliera. L'Art Nouveau nasce, secondo la storiografia attuale, in Belgio intorno al 1894, grazie all'opera di Victor Horta, di Henry van de Velde, Paul Hankar e Gustave Serrurier-Bovy e diffusa attraverso i canali delle pubblicazioni e riviste specializzate come L'Art moderne che descrisse, attraverso un articolo di Picard, l'opera dei quattro belga come qualcosa di nuovo nel panorama architettonico. Il vero trampolino di lancio del nuovo stile architettonico fu quello della Esposizione di Parigi del 1900 che lo diffuse ad orizzonti ben più lontani della Francia e del Belgio. Si diffuse in Germania come Jugendstil che aveva tra i suoi esponenti Peter Behrens; in Austria come Sezessionstil, guidato da Otto Wagner e dal suo pupillo Josef Hoffmann e aveva un carattere più monumentale e geometrico, anticipatore delle successive dottrine protorazionaliste; in Gran Bretagna  come Modern Style, ebbero ruolo chiave i magazzini di Arthur Lasenby Liberty; in Spagna con il nome di Modernismo capitanato da Antoni Gaudí, da Lluís Domènech i Montaner e dal suo discepolo Josep Puig i Cadafalch.
In Italia la nuova corrente si affermò nelle maggiori città italiane, con assoluta prevalenza a Palermo e Torino, inizialmente come «arte nuova», declinando il termine direttamente dal francese e ciò invita a riflettere quanto in Italia e Francia più che nel resto d'Europa il nome di questo nuovo stile non provenne da quel forte desiderio di rottura con il passato e con la tradizione accademica. Nel contesto nazionale questa nuova corrente, che in seguito assunse il nome di «stile floreale», non si consolidò mai in una vera e propria scuola italiana di riferimento ma si affermò, seppur con un lieve ritardo rispetto ai maggiori paesi europei, vivendo il suo massimo splendore nei primissimi anni del Novecento. 
Il termine si affermò più diffusamente nel complessivo e variegato panorama architettonico nazionale e derivante dai celebri magazzini londinesi di Arthur Lasenby Liberty, tra i primi a esporre e diffondere oggetti e stampe di gusto esotico che ostentavano le forme sinuose tipiche di questo nuovo stile.
Nell'Italia centrale e meridionale il liberty non raggiunse le evoluzioni più francesizzanti di Torino o talvolta esasperate di Milano ma fu fortemente influenzata dall'imperante eclettismo, dando vita a un liberty decisamente più contaminato ma tuttavia di apprezzabile interesse architettonico. L'eccezione al panorama architettonico medio di quel periodo in Italia meridionale fu Ernesto Basile che aderì a pieno titolo al movimento floreale di stampo internazionale.

### Aspetti socio-economici della società napoletana tra Ottocento e Novecento

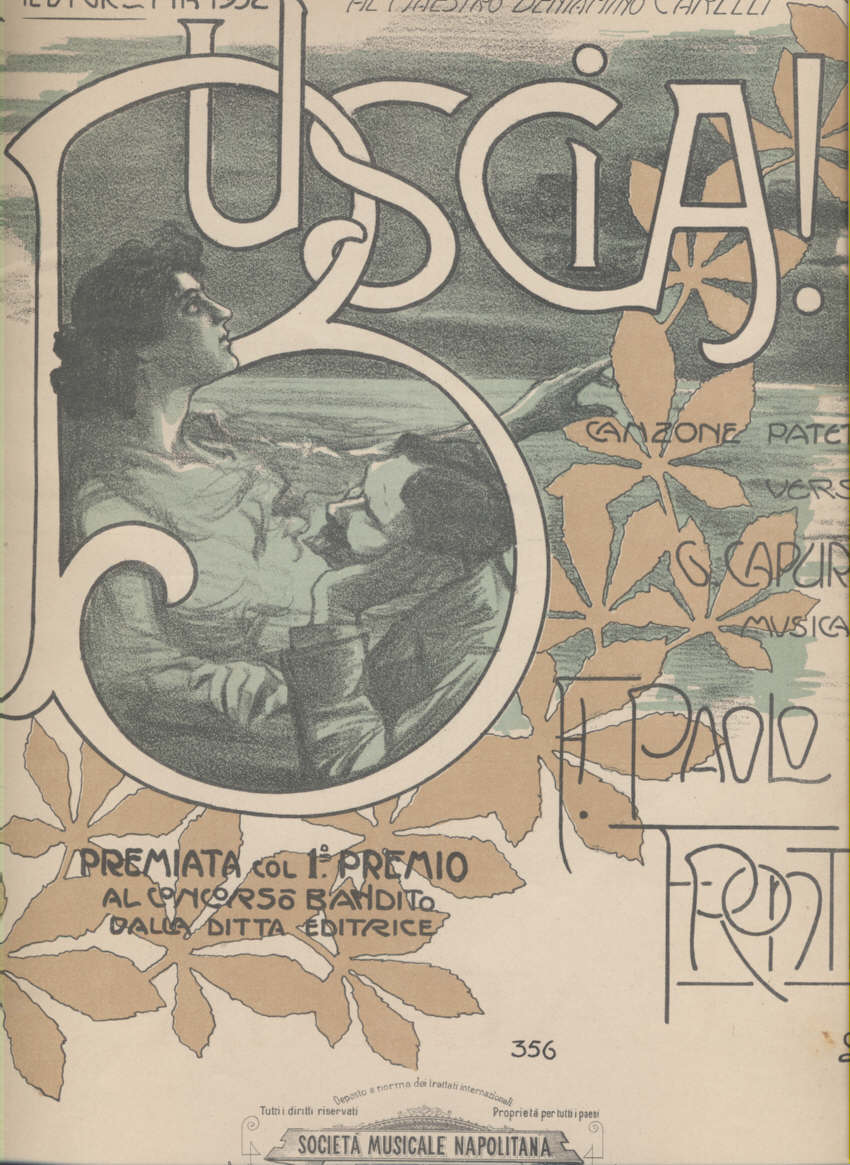
Buscia! Primo classificato al concorso per la canzone popolare di Piedigrotta del 1902, parole di Giovanni Capurro, musica di Francesco Paolo Frontini. La locandina risente degli echi linguistici in stile floreale.

Prima di addentrarsi nelle vicende architettoniche ed urbanistiche della città è utile chiarire alcuni aspetti socio-economici che hanno caratterizzato la diffusione dello stile. A partire dal 1860, Napoli fu declassata da capitale di un fiorente Regno a città capoluogo della omonima provincia. Nonostante i gravi problemi che iniziarono ad affliggere il meridione italiano la città riuscì a mantenere un elevato profilo culturale, basta pensare che l'Università degli Studi di Napoli godeva del numero di immatricolati più grande del Paese. La stessa Napoli era luogo d'investimento di numerose società straniere come Société Anonyme des Tramways Provinciaux che gestiva i trasporti su ferro urbani e periurbani ed era a capitale belga con sede centrale a Bruxelles. Stesso discorso fu per la Compagnie Napolitaine d'Eclaraige e de Chauffage par le Gaz che si costituì nell'ottobre 1862 con il fine di completare l'illuminazione a gas iniziata dai Borbone e successivamente la stessa compagnia fu artefice dell'acquisto dei pacchetti azionari della compagnia elettrica passando anche all'illuminazione elettrica. Sul versante metallurgico e prima della Legge Speciale del 1904 promulgata dal secondo governo Giolitti erano attive le fonderie Pattison, Howthorn-Guppy e Armstrong, mentre sul settore tessile vi erano gli Schlapfer, i Wenner e gli Aselmeyer. Altri investitori stranieri furono i Genevòis, i Peirce, gli Hurat e la famiglia francopartenopea dei Cottrau. Tali società si avvalsero di propri tecnici altamente qualificati e non è da escludere l'interesse di scambi culturali tra gli intellettuali napoletani e le facoltose famiglie straniere presenti in città favorendo così l'ingresso dello stile floreale in città secondo le mode più aggiornate europee. Ad incrementare la qualità degli investimenti stranieri e non contribuì non poco la Legge per il Risorgimento Economico della Città di Napoli, promulgata nel 1904 sotto il secondo governo Giolitti e su indicazioni dell'allora deputato Francesco Saverio Nitti. Con la legge speciale si favorirono sgravi fiscali per le imprese private e si incentivarono la formazione di nuovi enti economici locali come l'Ente Autonomo Volturno con funzione di distribuzione della corrente elettrica per tutto il territorio urbano, l'Istituto autonomo per le case popolari della provincia di Napoli nel 1908 e il polo siderurgico dell'ILVA di Bagnoli nel 1910.
La classe intellettuale partenopea, tra le più reattive e stimolate dell'intera penisola, ebbe continui scambi culturali con personaggi omologhi in altri Paesi del continente. Basta ricordare come, nel 1872, il tedesco Anton Dohrn si stabilì a Napoli per la presenza della sua Università, riconosciuta tra le istituzioni internazionali più importanti della penisola. Nel 1888 venne riordinato il Regio Istituto Orientale diventando il primo ateneo europeo monotematico sullo studio delle lingue e delle culture orientali. Nel 1892 venne fondato da Edoardo Scarfoglio e da Matilde Serao il quotidiano più importante della città, Il Mattino. Nel medesimo anno un manipolo di intellettuali capitanato da Benedetto Croce, e che vedeva nel suo gruppo personalità del calibro di Vittorio Spinazzola, Salvatore Di Giacomo, Luigi Conforti, Michelangelo Schipa e Giuseppe Ceci, fondarono il periodico di storia e cultura artistica Napoli Nobilissima con il fine di sensibilizzare i lettori alla conoscenza delle opere antiche dell'antico Regno di Napoli e svegliare le coscienze collettive alla salvaguardia dei monumenti per sottrarli alle politiche di demolizione ed espansione fondiaria avviata dal Risanamento di Napoli.
Non indifferente fu anche la ricerca condotta dal Politecnico napoletano che sfornava continuamente valenti ingegneri chimici, civili, meccanici ed altri specialisti. I primi agenti generali voluti da Hennebique per la diffusione del suo brevetto furono due ingegneri partenopei, Giovanni Narici ed Isidoro Martorelli, che s'impegnarono personalmente a cercare tecnici concessionari del brevetto tra questi il noto Giovanni Antonio Porcheddu con la sua impresa. Grazie alla lungimiranza dei due partenopei il cemento armato vide l'applicazione per la prima volta in Italia nell'eclettico edificio della Borsa di Napoli con la realizzazione di un solaio di 7,5 metri di luce. Nel 1896, il Consiglio Superiore dei Lavori Pubblici suggerì l'impiego di strutture secondo il sistema Hennebique per i lavori di ampliamento dell'Università.
Da non escludere in questa fase di ampio respiro culturale il mondo del teatro napoletano che in quel periodo si rinnovava nella raffigurazione della scena eliminando completamente ogni residuo della commedia dell'arte. I principali autori del rinnovamento furono Eduardo Scarpetta, Raffaele Viviani e il già citato Di Giacomo. Anche la canzone napoletana visse il suo massimo splendore grazie alle numerose edizioni di Piedigrotta e di autorevoli poeti in lingua napoletana che prestarono servizio alla causa, tra questi si possono ricordare oltre a Di Giacomo, Ferdinando Russo, Vincenzo Valente, Gabriele D'Annunzio, Edoardo Nicolardi e Libero Bovio.

## Inquadramento storico degli eventi urbani ed architettonici a Napoli

### Urbanistica napoletana tra l'Ottocento e il Novecento

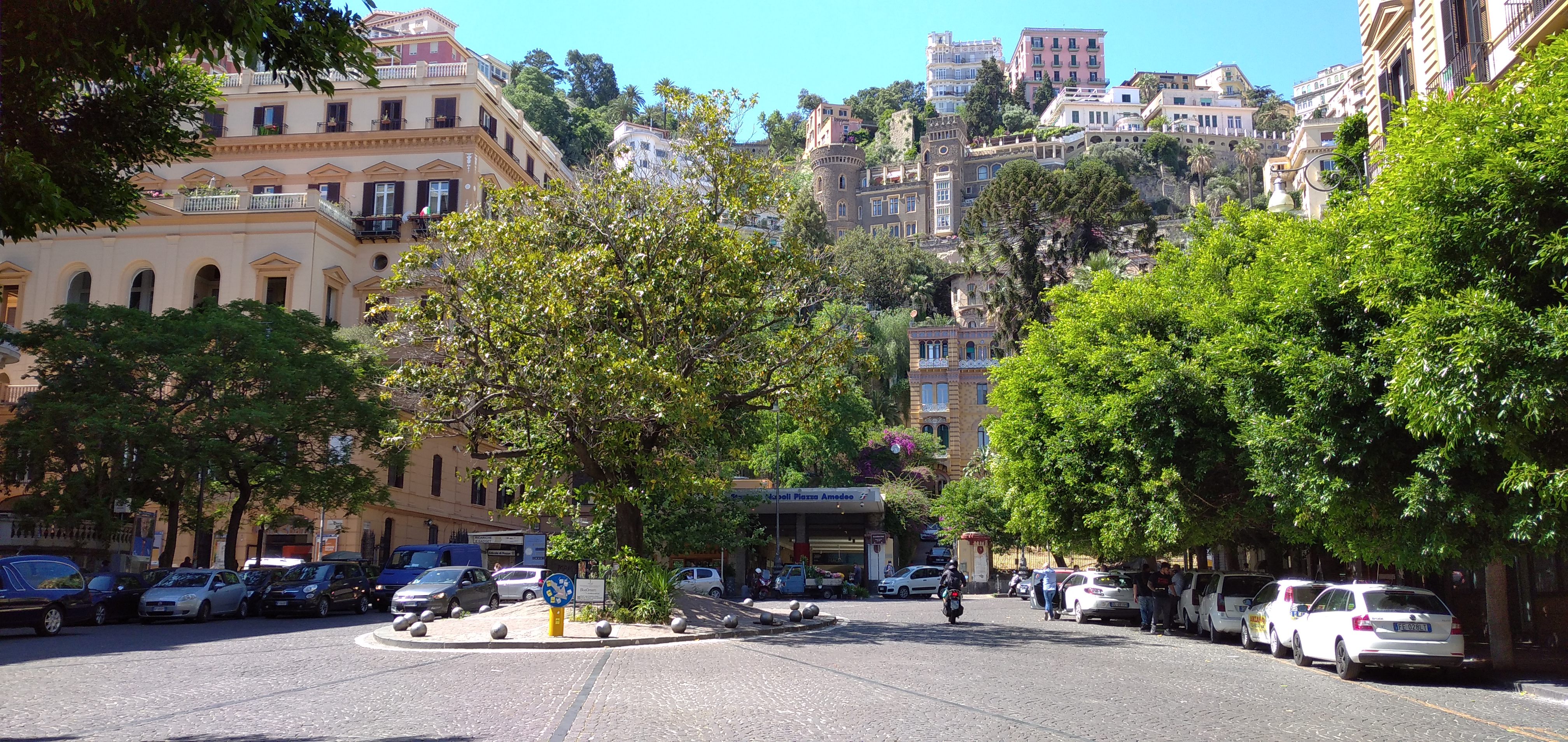
Piazza Amedeo

Gli anni immediatamente successivi all'annessione al Regno d'Italia videro una fervente ascesa del ceto imprenditoriale inserito nell'edilizia. La città era la più popolosa del Paese e necessitava di essere sfollata dall'eccessiva densità abitativa che si concentrava nelle aree storiche. Nel 1860, su progetto degli ingegneri Luigi Cangiano e Antonio Francesconi venne ideato l'asse di via Duomo. I lavori già programmati negli ultimi mesi di regno di Francesco II delle Due Sicilie furono realizzati dopo il settembre del medesimo anno, quando Giuseppe Garibaldi assunse il titolo di dittatore provvisorio ed emanò il decreto esecutivo. L'episodio di via Duomo fu il primo di una serie di eventi legati al rinnovo della città post-unitaria.
Uno dei temi caldi di quel periodo fu l'ampliamento del lungomare di Napoli. Nel corso dell'Ottocento furono presentatati numerosi progetti al riguardo ma nessuno di essi ebbe seguito. Nel 1868 fu organizzata una Commissione composta da Rodolfo d'Afflitto, Ettore Capecelatro e dall'architetto Federico Travaglini con lo scopo di esaminare le varie richieste di concessione in molte aree della città ripropose nuovamente il tema di riorganizzare il lungomare e negli anni Settanta del secolo il bando venne assegnato all'impresa Giletta-Du Mesnil con l'impegno di realizzare la colmata a mare tra la Torretta a Mergellina e il Castel dell'Ovo. Dopo diverse trattative tra i Du Mesnil e il Comune di Napoli si arrivò a concordare i tempi e i lavori affidando la progettazione all'ingegnere partenopeo Gaetano Bruno. Essi si conclusero molto lentamente a causa della scarsa liquidità che aveva l'impresa appaltante e si conclusero intorno al 1885. Negli stessi anni in Consiglio comunale si tornava a discutere sull'eventualità della bonifica del rione Santa Lucia fino a quando non venne approvato il progetto per il nuovo rione nel 1886, a seguito dell'emanazione della Legge speciale del Risanamento dell'anno precedente.

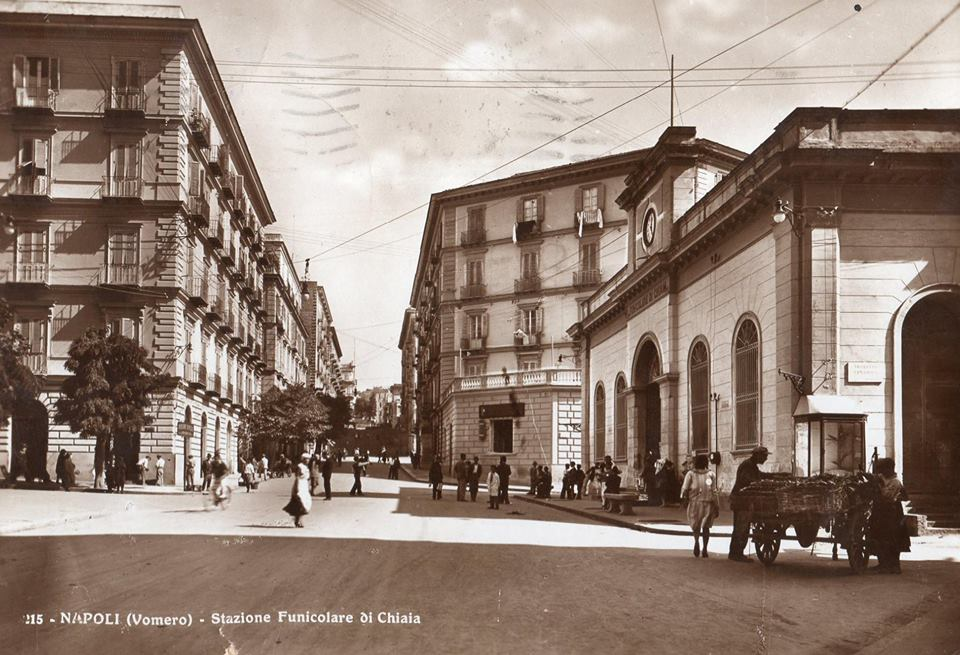
Stazione del Vomero della Funicolare di Chiaia negli anni Trenta.

Spostandoci più dentro, lungo l'attuale rione Amedeo, ci fu un vasto programma urbanistico atto a ridefinire le aree ad occidente della città storica. Come per il lungomare, anche all'interno di Chiaia ci furono diversi progetti promossi dal regno borbonico e riconfermati da Garibaldi nei primissimi giorni dell'annessione. Il disegno per il quartiere occidentale fu redatto nel 1859 dalla stessa équipe che progettò il Corso Maria Teresa esso prevedeva un lungo asse rettilineo che agganciava via Chiaia con le ultime anse del corso. Il progetto diede inizio ad una serie di lunghi dibattiti tra professionisti, che avanzarono ulteriori proposte progettuali ed economiche al problema sollevato. Il dibattito ebbe termine nel 1871 quando l'amministrazione comunale affidò direttamente il progetto all'architetto Luigi Scoppa e Federico Rendina sulla base di un progetto redatto nel 1868. A questa fase dei lavori venne realizzato il lotto compreso tra l'attuale piazza Amedeo e via Andrea d'Isernia. Nel 1877 fu eseguito il secondo lotto corrispondente all'attuale via Vittoria Colonna. Per la sua realizzazione furono sacrificate le ali basse di Palazzo Carafa di Roccella e i giardini di Palazzo d'Avalos del Vasto, di contraltare fu risparmiata la scalinata a tenaglia della Chiesa di Santa Teresa a Chiaia. Un terzo lotto fu realizzato a partire dal 1885 con le sovvenzioni speciali della Legge pel Risanamento e riguarda il completamento dell'asse stradale dalle Rampe Brancaccio fino a via Chiaia con la distruzione di parte del giardino di Palazzo Cellamare. I lavori di completamento trovano la conclusione dopo la fine della Grande Guerra.

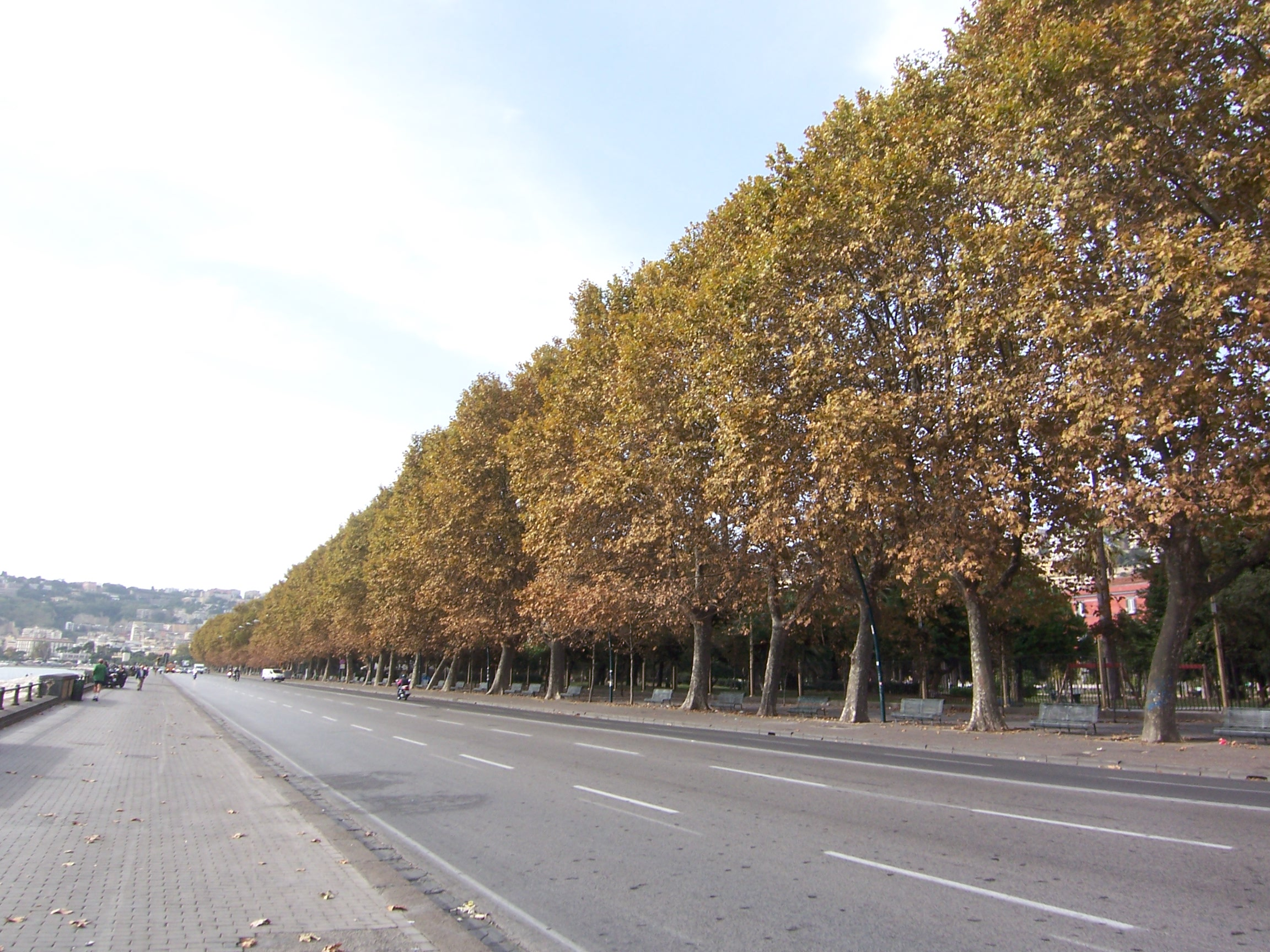
Via Caracciolo, lungo la Villa Comunale.

In occasione dei lavori di ampliamento della città a seguito dell'epidemia di colera del 1884 fu pianificata la nascita di un quartiere satellite che occupava le aree a valle di Castel Sant'Elmo e alle spalle della villa Floridiana. Il nuovo quartiere collinare, il Vomero, venne realizzato con la concessione d'appalto alla Banca Tiberina che faceva riferimento al Banco di Sconto e Sete. Per favorire l'urbanizzazione dell'area sia il Comune che il soggetto appaltatore s'impegnarono a realizzare l'ampliamento delle vecchie strade di collegamento e la creazione di nuove, nonché la realizzazione di due impianti di risalita meccanizzati: la funicolare di Chiaia nel 1889 e la funicolare di Montesanto nel 1891. Il progetto del nuovo quartiere prese avvio nel 1886 ma ben presto fu oggetto di revisione dalla stessa Banca su pressioni del Comune affinché realizzasse con primaria importanza la rete infrastrutturale dell'intero quartiere Vomero facendo slittare in secondo piano l'ampliamento dell'Arenella che verrà edificata dopo la Grande Guerra. Il 20 febbraio 1889, a seguito delle cause generate dall'enorme bolla speculativa assorbita dalle banche del Regno, la Banca Tiberina venne liquidata ed incorporata nel Banco di Sconto che ben presto, insieme ad altri enti, venne riunito nella neonata Banca d'Italia. I pochi immobili realizzati dalla Tiberina si concentrano tra gli assi di Via Scarlatti e via Gian Lorenzo Bernini. Diversi edifici vennero messi in liquidazione come anche i terreni non edificati, i restanti vennero acquisiti dalla Banca d'Italia, dal Banco di Napoli e dal Municipio di Napoli. Progressivamente i suoli ceduti alle Banche vennero acquisiti da piccoli imprenditori che realizzarono lottizzazioni più piccole all'interno delle grandi insule previste dal piano tanto da arrivare nel 1910 al Piano di Lottizzazione della Banca d'Italia che contava la presenza di duecentoventidue lotti da cedere a privati.
La città bassa fu invece investita dai lavori del Risanamento con la creazione dell'asse rettilineo del Corso Umberto I, del rione Orientale da destinare al ceto operaio in contrapposizione a quello Occidentale di natura alto borghese e del rione Santa Brigida. Le dinamiche urbane di queste aree non sono del tutto dissimili da quelle descritte nei punti superiori. Lo stile di queste aree è ascrivibile all'eclettismo neorinascimentale. La scelta di questo stile è legata al fatto che esso è facile da eseguire con materiali poveri come gli intonaci ma allo stesso tempo è in grado di assicurare un alto valore urbano agli edifici.

### Il tardo eclettismo di Lamont Young

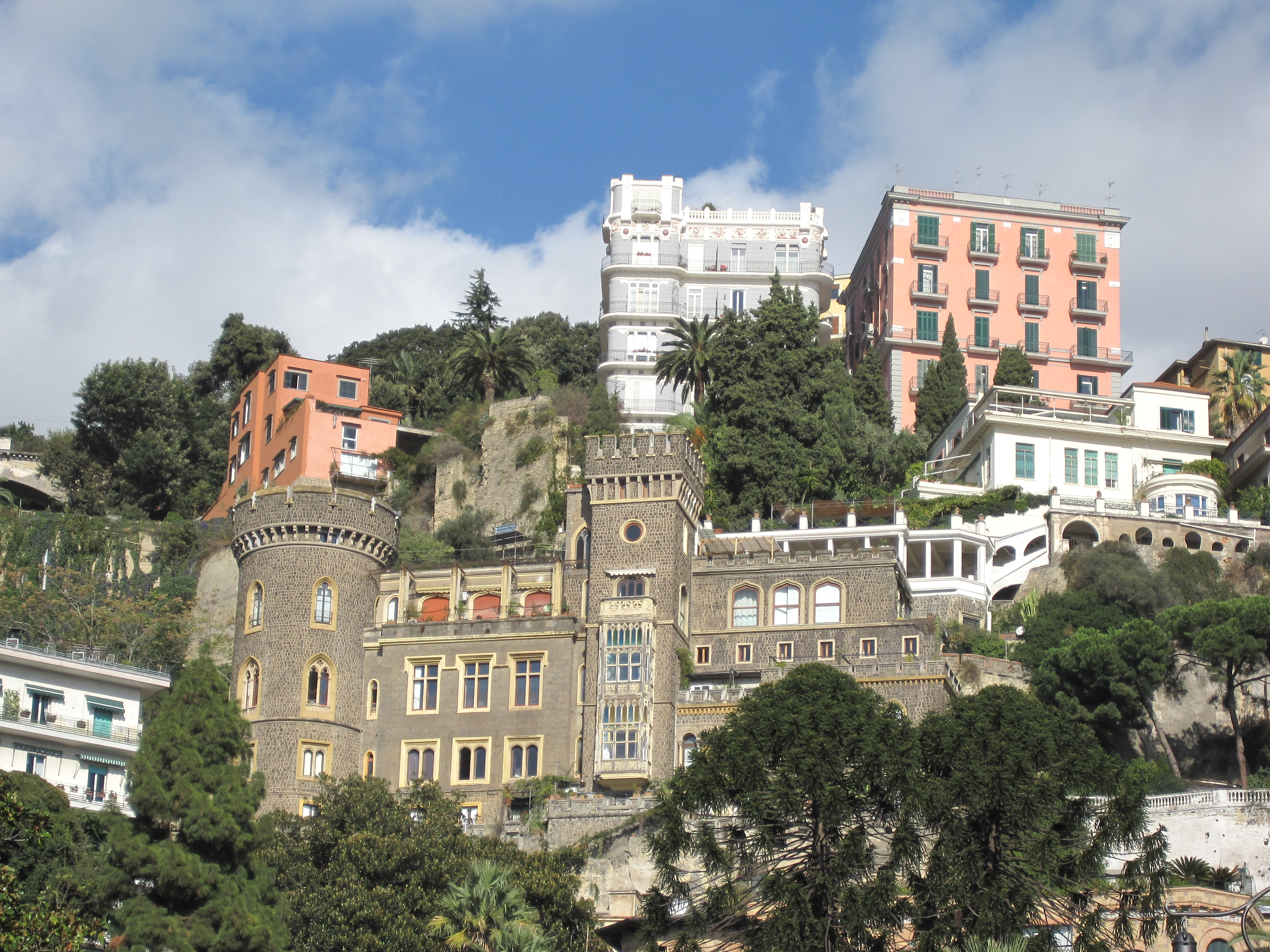
Castello Aselmeyer

Lamont Young fu una personalità isolata nel panorama architettonico cittadino. Di origini scozzesi da parte paterna e indiane sul versante materno, si formò presso le scuole svizzere. Questi fattori di natura personale contribuirono allo stile di Young. Agli inizi del Novecento fu autore di diverse architetture significative che si allontanavano dallo stile accademico realizzate da professionisti locali. Le sue matrici culturali lo condussero ad una sperimentazione continua di più stili in grado di armonizzarsi tra loro, questo modo di vedere l'architettura aprì la strada alle soluzioni stilistiche del movimento floreale che in quel periodo nasceva e si diffondeva in città.
Le sue opere più rilevanti a partire dal nuovo secolo sono il Castello Aselmeyer e Villa Ebe. Il primo realizzato in occasione dei lavori del nuovo Parco Grifeo come propria residenza, costituiva insieme ad una serie di edifici costruiti lungo le anse della stretta via principale del parco un interessante percorso tra le diverse forme dell'architettura eclettica di quegli anni come la neogotica villa Curcio, già edificata nel 1875 ed abitata da Scarfoglio e da sua moglie Serao. In questa villa vennero esplicitati quei temi cari al mondo romantico anglosassone dei preraffaelliti, di Ruskin e Morris sul linguaggio medioevale. La villa venne concepita come un piccolo castello caratterizzato da un maschio centrale fintamente lesionato.

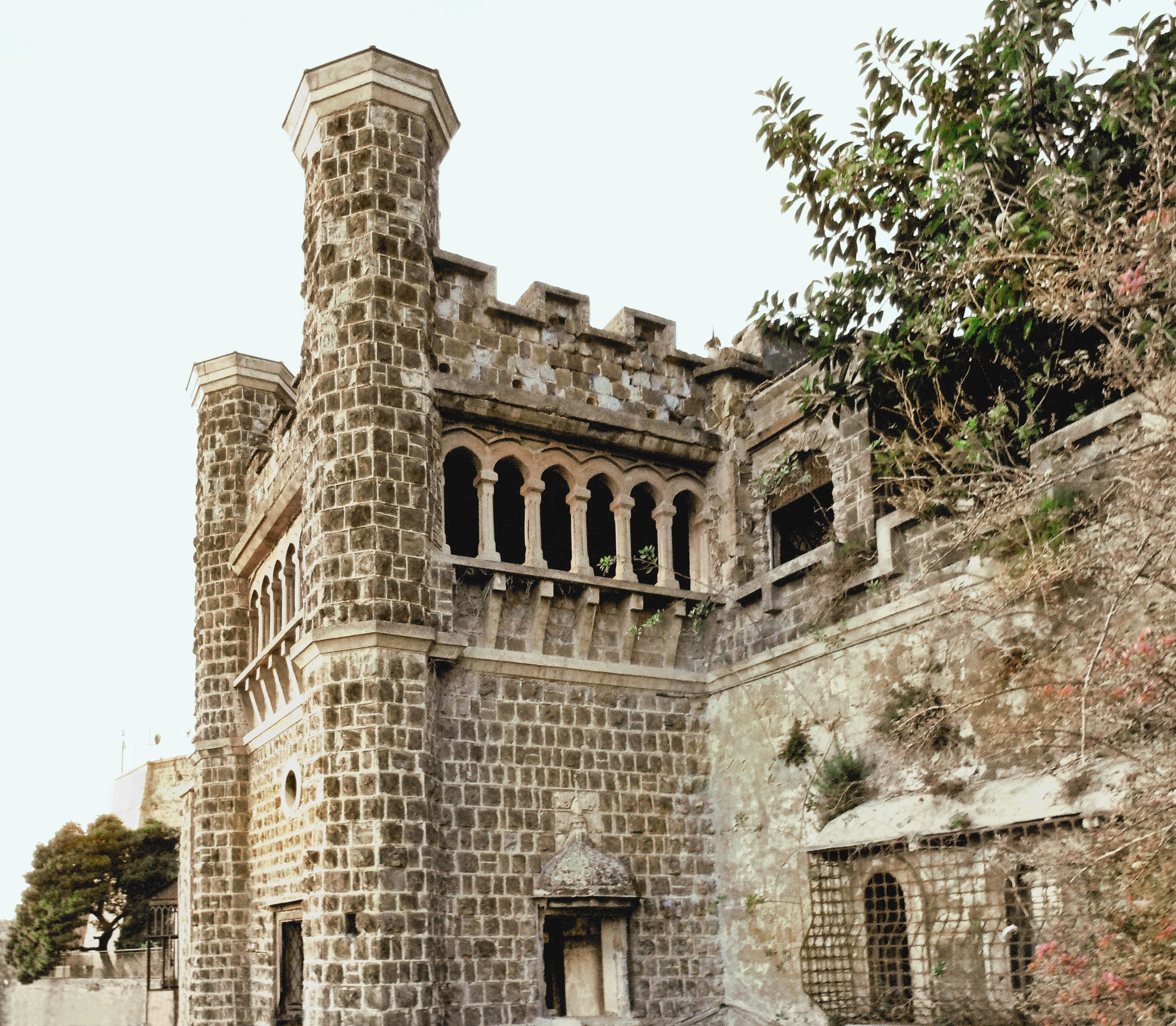
Villa Ebe

Il Castello Aselmeyer presenta canoni linguistici leggermente diversi, esso attinge dal repertorio più caro a Young, quello tudoriano creando una sublime commistione tra il gusto inglese dei caratteristici archi ribassati, delle cornici geometriche delle finestre fortemente accentuate e delle bay windows con quelli della tradizione italiana dal sapore neoromanico come la presenza di finestre a tutto sesto e di polifore sostenute da esili colonnine. L'ingresso è enfatizzato da un atrio che richiama le forme dei rivellini presenti nei castelli inglesi. Ad accentuare questa riuscita fusione di elementi contribuisce anche il sapiente utilizzo della pietra locale e il sapiente gioco dei volumi completamente asimmetrici nel loro complesso e in grado di rendere la costruzione fortemente moderna nel contesto locale.
L'altra opera di rilievo, Villa Ebe, si costituisce come un ulteriore castello urbano ubicato presso le rampe di Pizzofalcone. L'edificio costituiva parte di una lottizzazione da realizzare intorno al 1914 che prevedeva la realizzazione di un albergo che congiungeva via Chiatamone a valle con il belvedere di Pizzofalcone a monte. Il progetto venne bocciato dal Comune e da questo furono ricavate due costruzioni più piccole ad uso residenziale: la suddetta villa che divenne l'ultima dimora dell'architetto e villa Astarita, demolita durante l'ultima guerra mondiale. L'edificio si presenta come un piccolo castello di delizie in stile tudor proteso sul golfo. Gli elementi caratterizzanti sono sempre quelli desunti dall'architettura inglese e da quella locale come l'uso dei tufi a vista.
Le architetture di Young influenzarono fortemente l'opera dei successivi architetti locali che operarono nell'influenza stilistica del Liberty. Ad esempio molte fabbriche minori realizzate lungo via del Parco Margherita vennero interpretate con uno stile floreale contaminato da elementi moreschi, tudor e neogotici vagamente reinterpretati.

## L'Art Nouveau in città

### Leonardo Paterna Baldizzi, Giovan Battista Comencini, Antonio Curri e Angelo Trevisan: Il primo approccio allo stile floreale

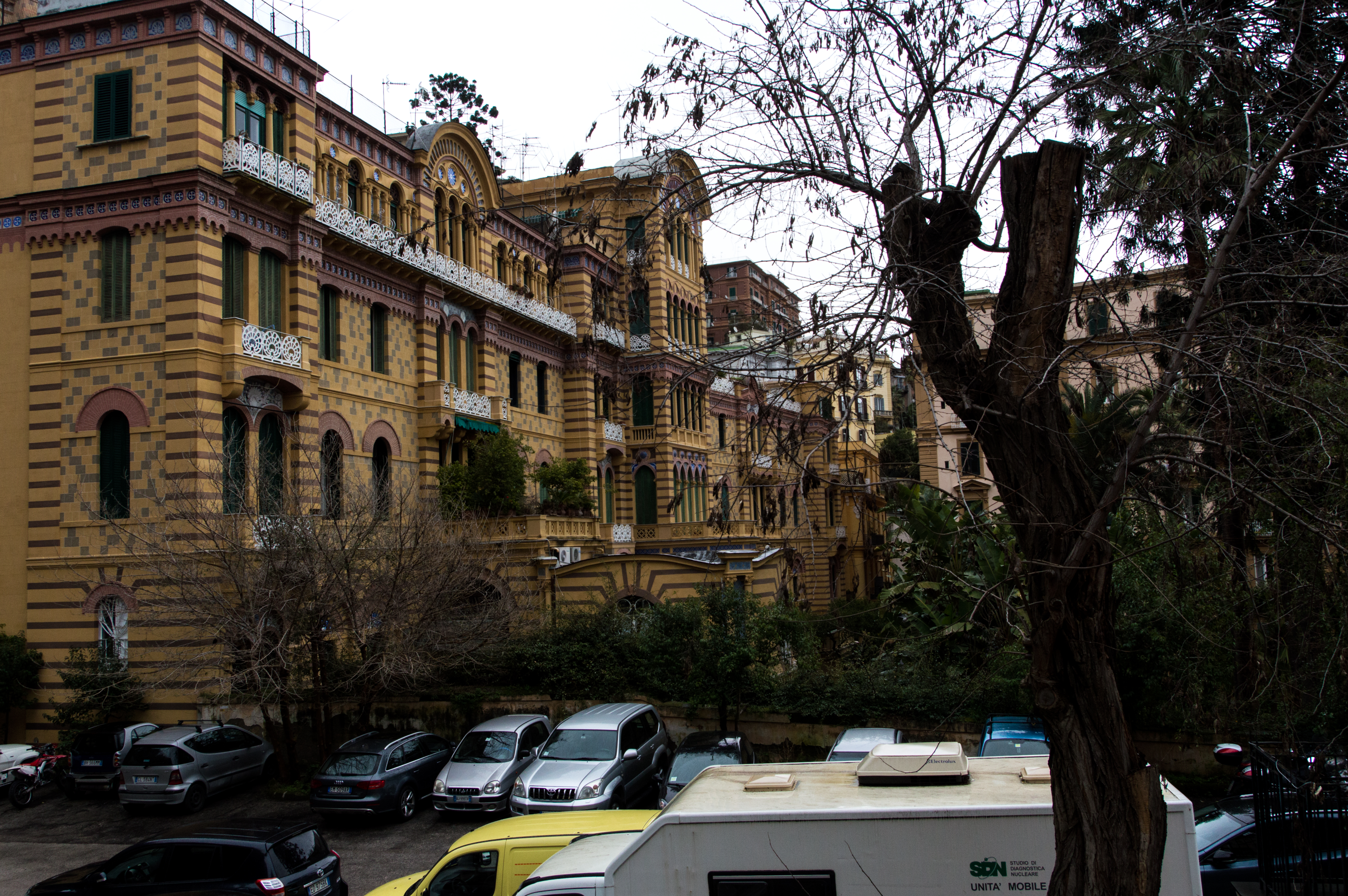
Scorcio dell'Hotel Eden di Trevisan dai giardini di Palazzo Balsorano.

La prima fase del Liberty vide protagonisti architetti ed ingegneri legati ad investitori non locali e per motivi accademici trasferirtisi a Napoli. Antonio Curri, originario della Terra di Bari, si formò sotto la guida di Enrico Alvino presso l'Accademia di Belle Arti. Già nel 1880 si mise in mostra al primo concorso per il monumento a Vittorio Emanuele, vincendo la medaglia d'argento. Nel medesimo anno partecipò all'Esposizione di Belle Arti a Torino. Le esperienze dei concorsi fecero maturare, al Curri, nuovi approcci stilistici allora sconosciuti per gran parte dei progettisti. Tra il 1887 e il 1890 fu tra i progettisti dell'eclettica Galleria Umberto I insieme ad Emmanuele Rocco e Ernesto Di Mauro. L'opera è ancorata al linguaggio umbertino, in voga nell'ultimo quarto del XIX secolo in particolar modo per le costruzioni ad uso pubblico. Il primo approccio al cambiamento arrivò con i lavori al Caffè Gambrinus nel 1890 mescolando timidamente motivi tardo-umbertini con quelli d'oltralpe della prima Art Nouveau. Molto probabilmente il Curri era al corrente dei cambiamenti artistici che accadevano nel resto dell'Europa ed in particolare in Francia. Sempre sullo scorcio del secolo, su commissione dell'importante commediografo napoletano Eduardo Scarpetta progettò La Santarella secondo degli stilemi ancora permeati da linguaggio dei castelli medioevali inaugurata da Young.

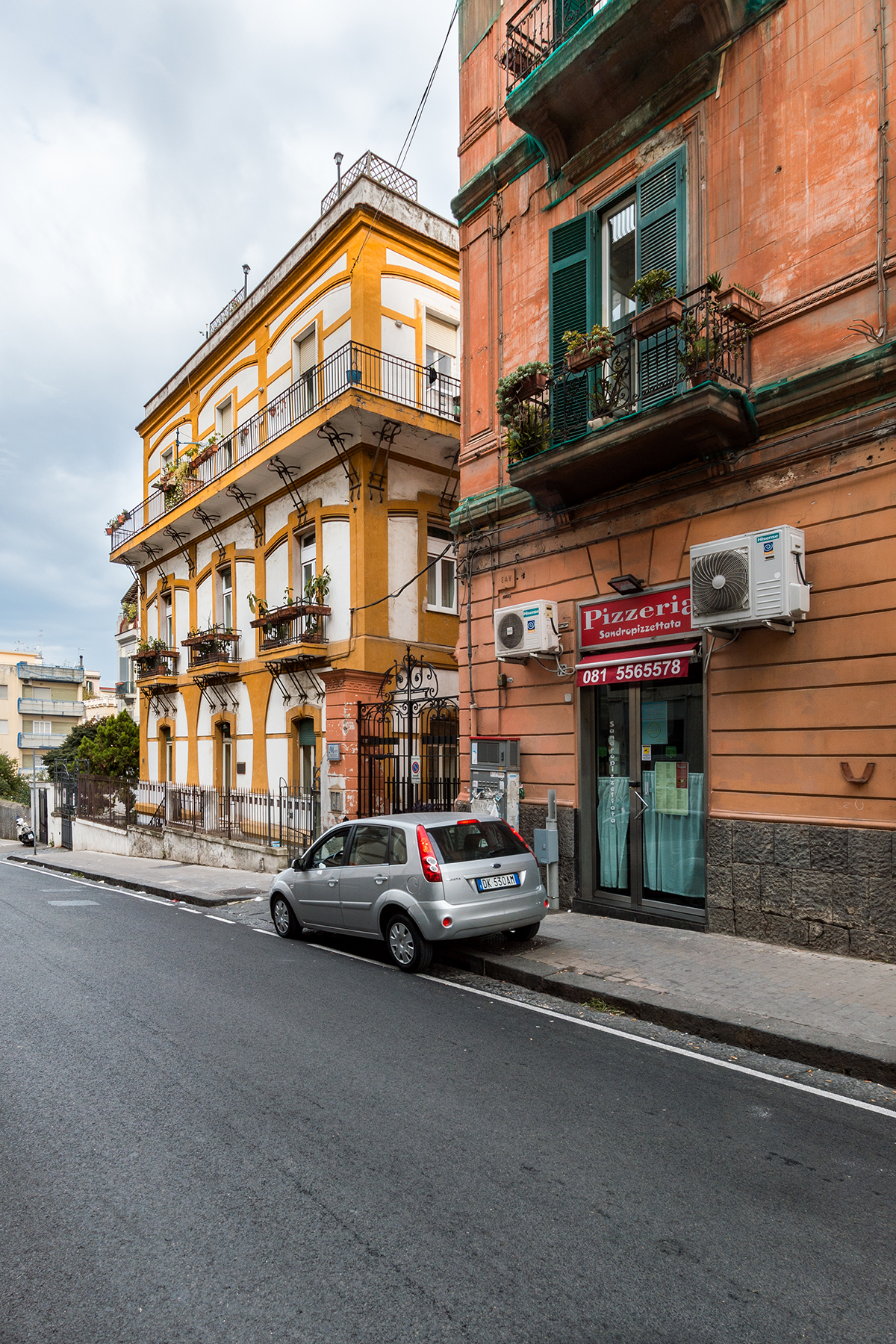
L'unica casa Marotta (1913) superstite a seguito delle massicce demolizioni operate durante la speculazione.

Giovan Battista Comencini e Angelo Trevisan giunsero in città come tecnici di società private del settentrione che investirono capitali nelle opere di urbanizzazione a seguito degli eventi del Risanamento. Comencini iniziò la sua attività partenopea nel 1885 nei lavori di trasformazione che interessarono la zona di Piazza Municipio. In occasione delle sistemazioni progettò, tra gli anni 1895 e il 1899, il Grand Hotel de Londres, adiacente al Teatro Mercadante, considerato come uno dei primi esempi italiani del nuovo stile per gli allestimenti interni. Oggi persi nel cambio di destinazione della struttura che ospita il TAR della Campania. Nel 1902, su iniziativa di Alfredo Campione, si rese autore degli interni del Grand Hotel Santa Lucia in via Partenope e oggi completamente stravolti dai lavori di ammodernamento della struttura alberghiera. Sia il De Londres che il Santa Lucia avevano la caratteristica di avere una falsa corrispondenza linguistica tra interni ed esterni, fuori si presentavano come simmetriche fabbriche tardo-ottocentesche dominate dal gusto neorinascimentale. Altro caposaldo dello stile floreale di Comencini è il salone del Circolo Artistico Politecnico realizzato nel 1911. Angelo Trevisan giunse a Napoli nei primi anni del XX secolo e fu prontamente contattato da Giulio Huraut per la progettazione di un albergo nella neonata piazza Amedeo nell'omonimo rione. Esso si configura come un imponente edificio simmetrico situato alle spalle dei sopravvissuti giardini di Palazzo Balsorano e separato dalla piazza da un proprio giardino coltivato a palmeto. L'architettura dell'immobile richiama quella delle architetture neoromaniche con influenze vagamente moresche ma la maggior qualità resta nella personale interpretazione di tali elementi in modo del tutto originale con la presenza di interessanti deroghe sull'uso degli ordini, il tutto congiunto dalle decorazioni in ferro battuto, vetro, maiolica, arredi e plastica minore aderenti al gusto floreale. Negli stessi anni fu autore del villino Maria agli inizi di via del Parco Margherita voluto dallo stesso Huraut come propria residenza a monte del Grand Hotel. Fra i due edifici non si riscontra una notevole differenza stilistica tanto da apparire come un unico complesso.
Leonardo Paterna Baldizzi è il rappresentante più significativo di questa fase del movimento floreale. Arrivò a Napoli nel 1905 come professore al Politecnico, Paterna Baldizzi era originario di Palermo, si formò sotto la guida di Giuseppe Damiani Almeyda e iniziò a farsi notare al panorama artistico e culturale attraverso le partecipazioni alle Esposizioni di Palermo del 1891 che quella di Genova del 1892. Dopo aver prestato servizio militare nel 1894 e vinto il Pensionato nel 1896 si trasferì a Roma definitivamente dove entrò in contatto con Ettore Ximenes e con i circoli artistici d'avanguardia. A Napoli la prima commissione che ebbe fu la realizzazione degli allestimenti della Gioielleria Knight in piazza dei Martiri nel 1906 e adesso trasformata dopo i danni della Guerra. Essa va citata perché rappresenta un caso emblematico delle realizzazioni floreali a Napoli, tanto che giovò molto alla diffusione cittadina della nuova tendenza del gusto. Paterna Baldizzi si distinse anche per i progetti di abitazioni plurifamiliari al Vomero. Nacquero nel 1911 le prime due case Marotta, volute dall'impresario edile il cavalier Marotta, e della palazzina Cifariello in via Solimene. Nel 1913 fu edificata la terza casa Marotta e nel 1914 fu il turno di Villa Paladino alla Gaiola. Lo stile di Paterna Baldizzi era caratterizzato dall'estrema semplicità compositiva dei prospetti delineati da elementi in stucco molto geometrici come nella terza casa Marotta e casa Cifariello ma al contempo arricchiti da elementi in ferro battuto a quadrello che donano una grande eleganza alle architetture come in Villa Paladino.

### Giulio Ulisse Arata e la committenza dell'impresa Borrelli, Ricciardi e Mannajuolo coadiuvati dall'ing. Mellucci Luigi

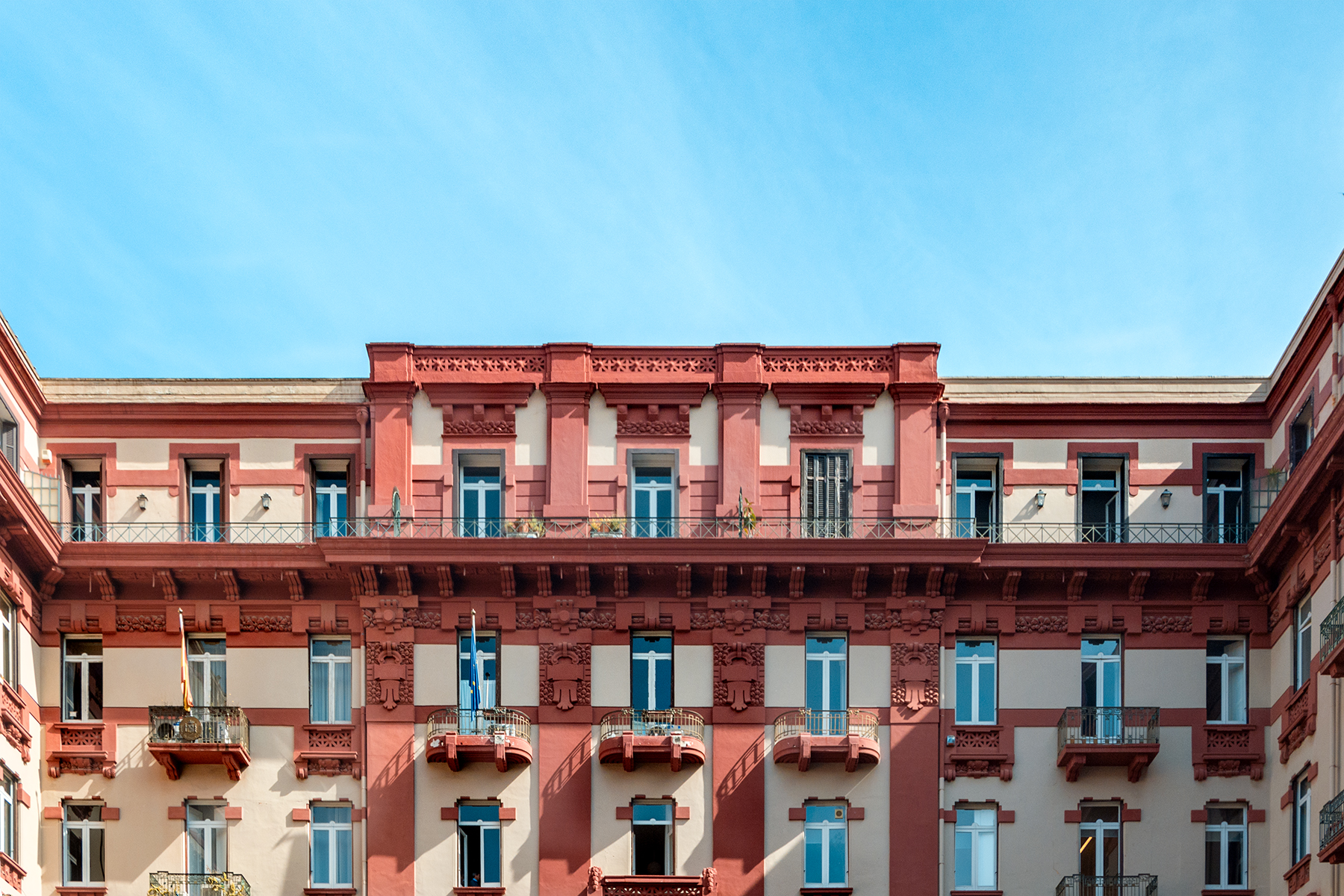
Palazzo Leonetti in via dei Mille, dettaglio delle decorazioni.

Arata, di origini piacentine e di formazione milanese, si diplomò alla scuola di Ornato e partì per Napoli con il compito di espletare il servizio militare e successivamente si dedicò all'attività di decoratore. Durante questa prima fase napoletana, durata circa un biennio, l'Arata iniziò a stringere i primi contatti con l'imprenditoria e gli artisti locali. In questa fase risalivano i primi contatti con l'ing. Mellucci e l'impresa Borrelli, Ricciardi e Mannajuolo che in quegli anni andava realizzando il villino Mannajuolo al Vomero e l'Hotel Bertolini al Parco Grifeo, opere entrambe orientate verso una decorazione modernista. Arata continuò il suo iter formativo ritornando a Milano e successivamente a Roma dove ritrovò nel 1906 l'impresa Borrelli, Ricciardi e Mannajuolo con il Mellucci occupati nella realizzazione del Palazzaccio. Fabio Mangone avanza l'ipotesi che il piacentino possa aver prestato, durante questi anni romani, la sua collaborazione al difficoltoso e lungo cantiere del Palazzaccio. In questa delicata fase risalirebbe il consolidamento dei rapporti tra Arata e l'impresa e in questo momento si formò quello che può essere definito lo stile Arata. Sempre Mangone si accorge nello stile Arata di come nelle opere, sia milanesi che napoletane, sono palesi i rapporti con la scuola liberty milanese, e con l'opera di Giuseppe Sommaruga in particolare, soprattutto per quanto concerne la volontà di creare una versione autenticamente italiana del modernismo, vigorosamente plastica. Messi da parte i grafismi bidimensionali dell'art nouveau franco-belga e austriaco, si guarda ad altre esperienze europee, come il Secessionismo viennese o il modernismo catalano, accentuando soprattutto la componente floreale, leggibile nelle tumide decorazioni naturalistiche. Senza remore vengono accolti anche moduli appartenenti alla tradizione accademica, sottoposti tuttavia a distorsioni o a libere interpretazioni, e assemblati accanto ai neologismi europei, con straordinaria abilità combinatoria, in un tessuto in qualche maniera classicistico.

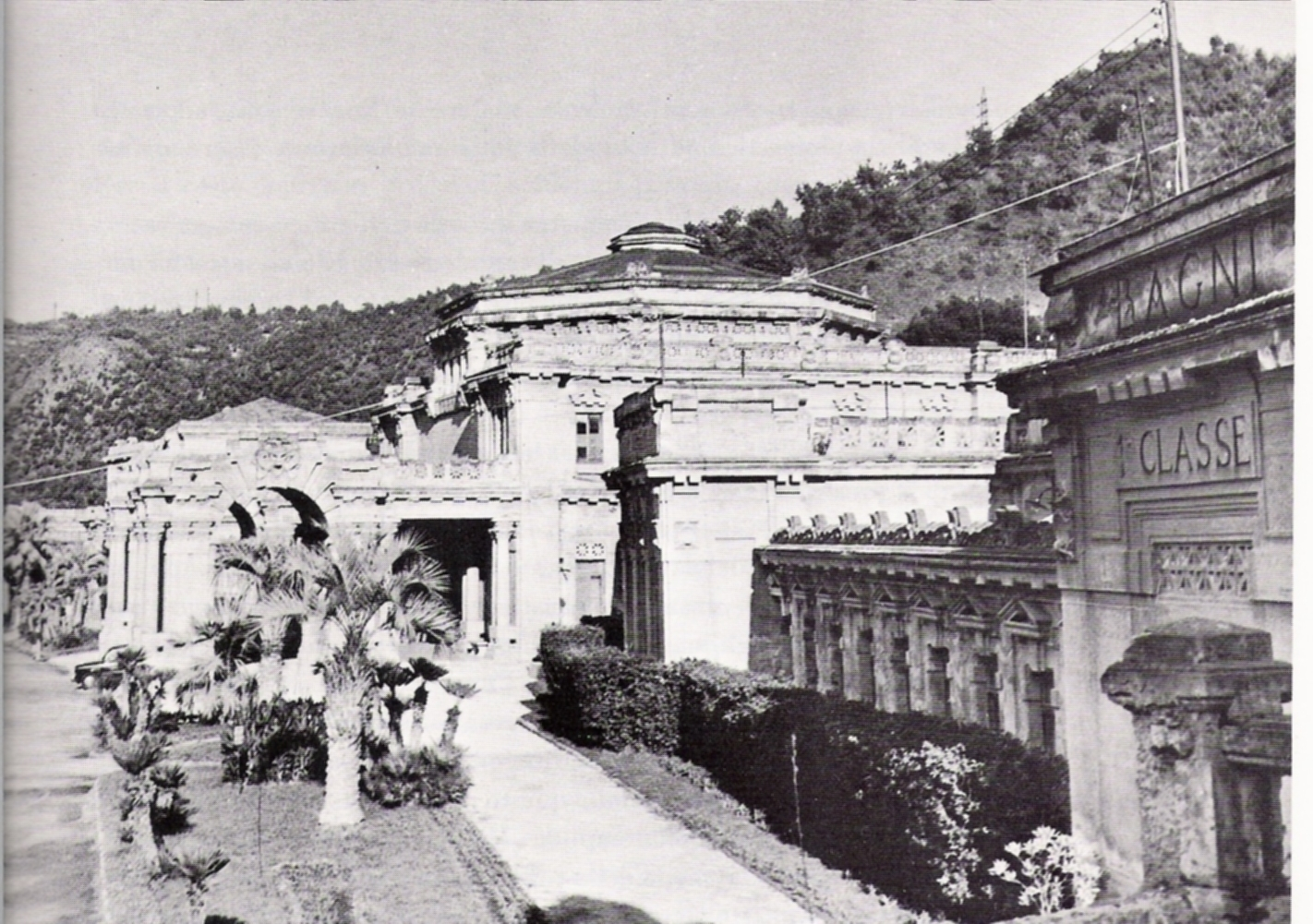
Le terme d'Agnano.

Al secondo periodo napoletano gli venne attribuita la paternità degli apparati decorativi di Palazzina Paradisiello progettata con il Mellucci, realizzate per l'Impresa Borrelli, Ricciardi e Mannajuolo. Già nel 1959, De Fusco attribuì, nel suo saggio Il Floreale a Napoli, alla mano del piacentino. In seguito, nella catalogazione essa venne attribuita a Gaetano Licata, ipotesi raccolta anche dallo stesso De Fusco nella seconda riedizione del suo saggio nel 1989. Mangone, nel suo saggio su Arata, sostiene che l'edificio, con un'impostazione neobarocca risulta già progettato ed edificato e in un secondo momento Arata avrebbe realizzato, con mansioni di decoratore, i disegni degli stucchi, dei ferri battuti e della scala interna. L'anno successivo divenne l'autore decorativo del palazzo Leonetti progettato dal Mellucci. Articolato secondo una pianta ad U, aperto con un giardino verso la via dei Mille, risolve efficacemente i problemi posti dal contesto creando significativi rapporti con i due contigui isolati: l'uno in origine a verde e l'altro caratterizzato dalla presenza del palazzo d'Avalos del Vasto, preceduto da un giardino. In questo modo, l'autore s'opponeva alle direttive del piano urbano che prevedeva tutti i fronti allineati. La plastica minore è affidata ai decori in stucco che riprendono i motivi classici distorti dalle incursioni di elementi floreali e dalle elaborate griglie in ferro battuto delle balaustre dei balconi e delle cancellate esterne.

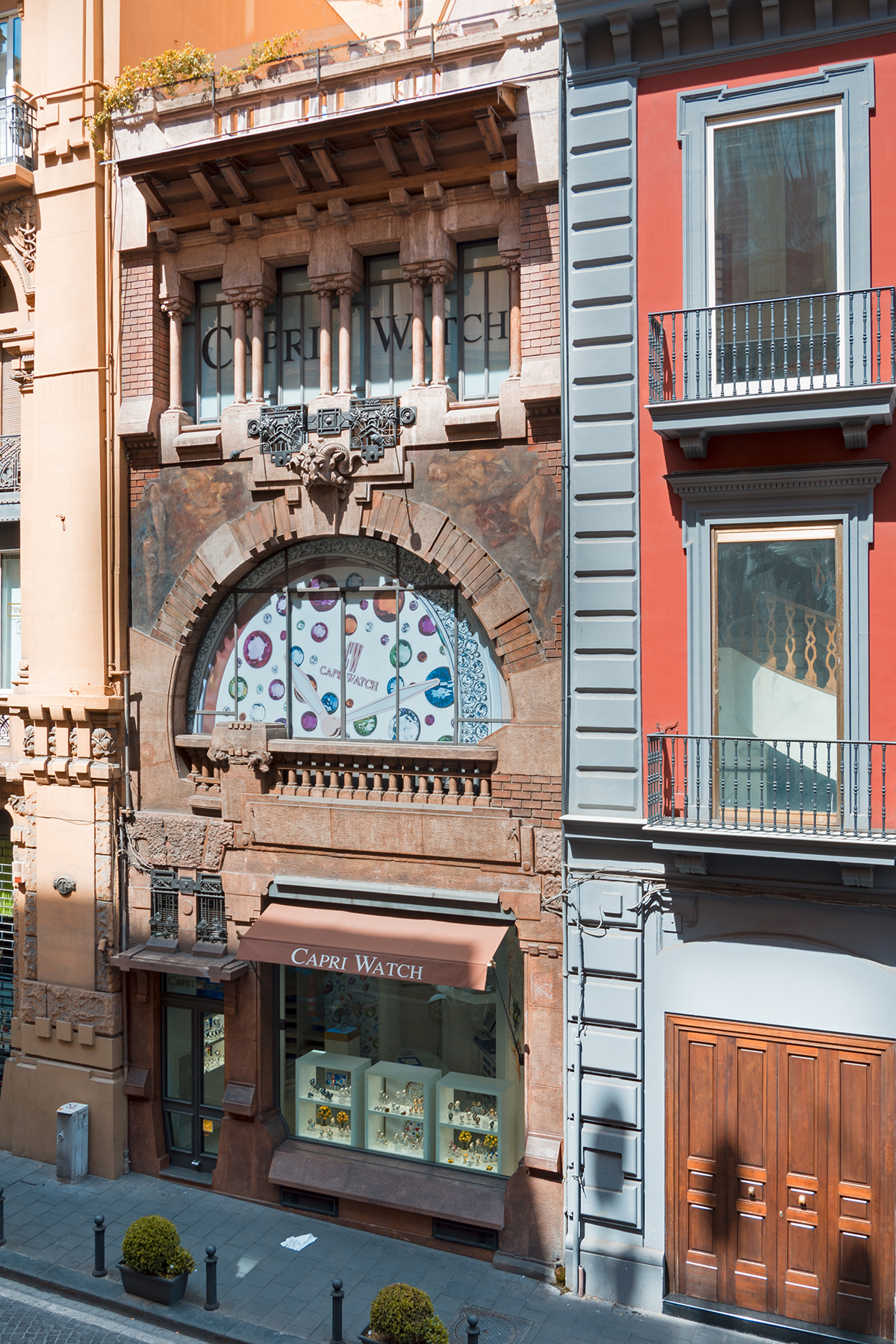
Il “Negozio Lotto Zero”.

Contemporaneamente Arata sempre con il Mellucci si occuparono della progettazione di un ulteriore edificio da destinarsi a casa d'affitto sul versante opposto della medesima strada e al Complesso termale di Agnano e realizzato sempre dagli stessi committenti che affiancarono l'architetto con i tecnici Carlo Borgstrom e Luigi Centola. Il complesso, progettato nelle migliori intenzioni culturali dell'epoca, era costituito da due ali periferiche, che ospitavano i bagni di fango e le stufe, raccordate da un corpo centrale che aveva la funzione di salone per eventi e di galleria. Il progetto aratiano si mostrò abbastanza magniloquente nelle forme che si potrebbe definirlo come un edificio di matrice classicista con forti influenze moderniste con costante riferimento al linguaggio di Sommaruga. Sempre ad Agnano progettò per Germano Ricciardi, uno dei tre dell'impresa edile, il villino al Monte Spina. Nell'opera si risentono gli echi nordeuropei del tetto a falde tipico degli chalet mescolati ad una vaga espressione di mediterraneità espressa dal torrino belvedere colonnato. Per Giuseppe Mannajuolo progettò, tra via Filangieri e le rampe Brancaccio, l'edificio di case di affitto noto come Palazzo Mannajuolo. Esso è considerato come l'opera paradigmatica dell'intera produzione floreale a Napoli e del quartiere Chiaia in particolare. La particolare configurazione nasce dal tentativo di ricucire l'ambito urbano. L'edificio può considerarsi composto da due corpi di fabbrica che si uniscono ad angolo acuto. La parte più felice dell'opera è nella soluzione d'angolo dove, sia l'impianto planimetrico, sia l'articolazione di facciata, sia le possibilità concesse del cemento armato, rendono questo lato della costruzione, pur in armonia con il resto, un edificio a sé stante. Questa parte del palazzo presenta per i primi tre ordini, un andamento convesso con grandi aperture orizzontali e, per quelli superiori, un andamento concavo dato da una spezzata i cui lati corrispondono alle testate dei corpi di fabbrica allineati sulla via e sulla gradinata. A concludere il climax del fonte c'è una pseudocupola che nasconde il vano che ospita la fluida scala ellittica in listelli d marmo a sbalzo. La plastica dei prospetti sulle rampe e sulla via presentano caratteri modesti volti ad enfatizzare la soluzione angolare, notevole risalto è dato alle balaustre in ferro battuto che si rifanno a Mazzucotelli.
Lungo via Filangieri, negli stessi anni, progettò per conto di Mannajuolo il contiguo edificio destinato ad ospitare il Teatro Kursaal e appartamenti di lusso. Qui l'edificio risente della presenza di riferimenti eclettici, nella linea di quella ambigua versione del liberty più prossima ad un ridondante neorinascimento. Il successivo edificio, progettato per Leopoldo Gatti, come palazzetto commerciale con ultimo piano destinato a residenza del titolare. Qui Arata trova una felice soluzione giocata dai vuoti sui pieni grazie all'impiego della tecnologia del cemento armato. L'ultimo edificio realizzato, prima dello scoppio della guerra, fu il piccolo negozio realizzato in un suolo di bassissimo pregio originatosi dalla lottizzazione ottocentesca della strada e dalla presenza dello sperone del giardino sopraelevato di Palazzo Cellamare. Qui Arata gioca magistralmente con la geometria del lotto, un piccolo triangolo isoscele, realizzando un negozio su tre piani servito da una scala a chiocciola posizionata nello spigolo più lontano del triangolo. Il prospetto è caratterizzato da una serie di richiami alla Secessione e al linguaggio medioevale sapientemente distorto in un'ottica modernista.

### Adolfo Avena, Francesco De Simone e la deriva neoeclettica del floerale

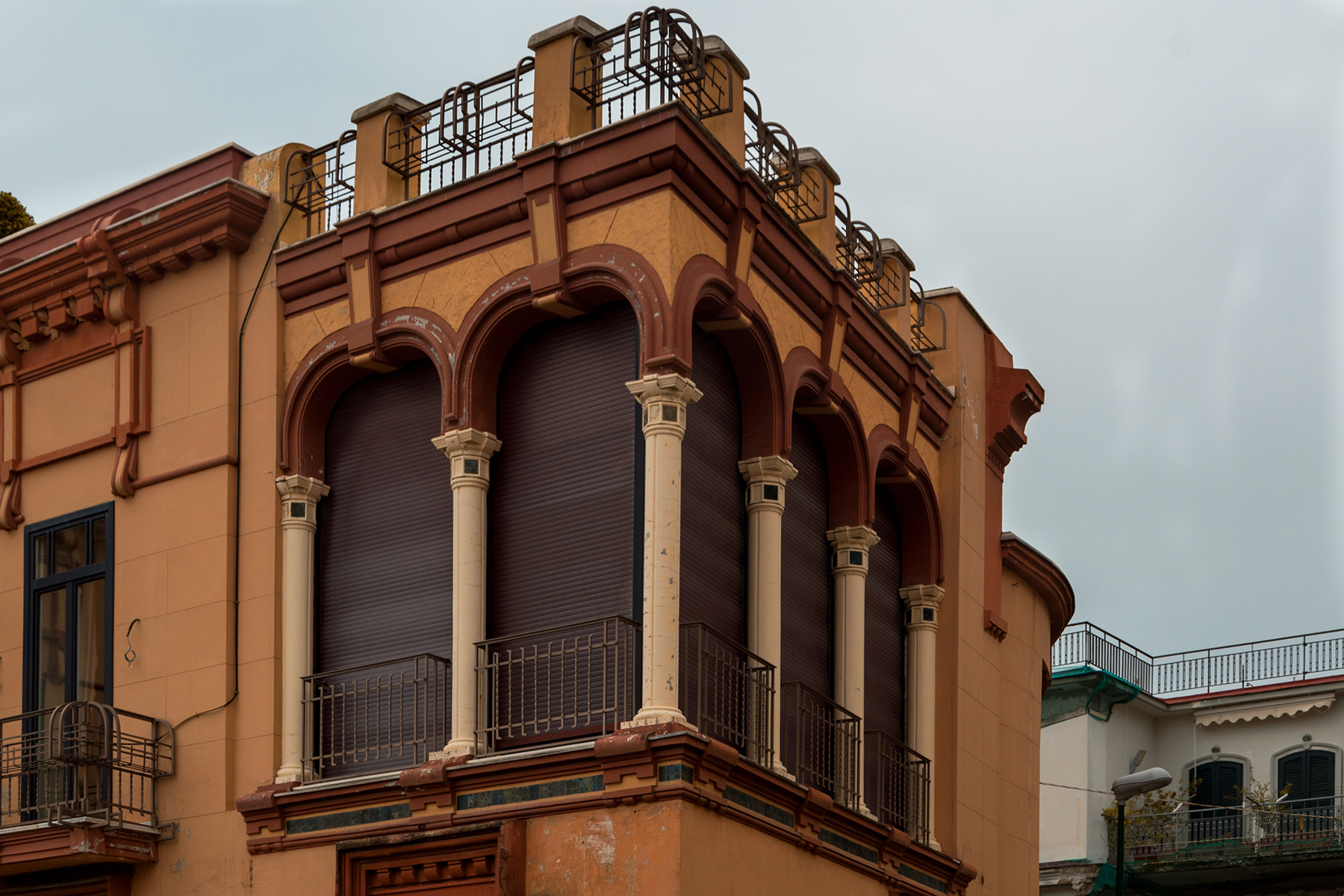
Villa Loreley, dettaglio della loggia con decorazioni di stampo floreale.

Adolfo Avena e Francesco De Simone rappresentano due personalità di spicco all'interno del movimento floreale a Napoli. Entrambe si fecero portavoce degli echi linguistici introdotti da Lamont Young. In particolare Avena riuscì a conciliare un innato interesse per l'ingegneria strutturale e l'impiego di tecnologie avanguardistiche con un attento lavoro di ricerca storiografica, svolgendo un ruolo fondamentale prima in qualità di funzionario del ministero della Pubblica Istruzione tra il 1886 e il 1899, poi di direttore tra il 1899 e il 1908 e infine soprintendente ai Monumenti dell'Italia meridionale dal 1908. A partire dagli anni Dieci del XX secolo, profondamente amareggiato dagli attacchi denigratori della stampa nei confronti del suo operato, si allontanò progressivamente dal campo della tutela monumentale e si dedicò con rinnovato entusiasmo alla progettazione di residenze e ville urbane. Tutte le opere realizzate prima dello scoppio della guerra risentono di queste ibridazioni tra una rinnovata esperienza eclettica di gusto neomedievalista con il modernismo, quest'ultimo visibile soprattutto negli schemi planimetrici fortemente liberi. Villa Loreley, fu tra la prima delle abitazioni edificate da Avena al Vomero, suo quartiere prediletto per la sperimentazione e la costruzione delle proprie architetture. Essa venne edificata nel 1912 nella prima curva di via Gioacchino Toma, tanto da influenzarne gli aspetti compositivi come la pianta ad L. Anche Villa Ascarelli risente delle stesse peculiarità compositive, ubicata anch'essa in un tornante di via Palizzi, gioca in maniera sottile con i giochi di pieni e vuoti volumetrici arricchiti da loggiati, motivi in stucco e ferri battuti. Nelle altre opere di Avena, ad una spazialità più dinamica e complessa fanno seguito motivi di origine medioevale come villa Scaldaferri, la stessa villa dell'architetto, entrambe demolite durante la ricostruzione post bellica degli anni Cinquanta e Sessanta, e i più tardivi esempi di villa Catello-Piccoli nel 1918 con l'ing. Mellucci Luigi  e di villa Spera nel 1922, nonché dei fabbricati plurifamiliari edificati in via Toma nel 1928 a completamento di villa Palazzolo e dell'edificio al Parco Grifeo edificato negli stessi anni. Molti edifici del tardo liberty vomerese sono influenzati dalle sue opere e riportano diversi elementi i balconi a loggia di Palazzo Avena che sono molto simili a quelli del Palazzo delle palme, edificato pochi anni dopo.

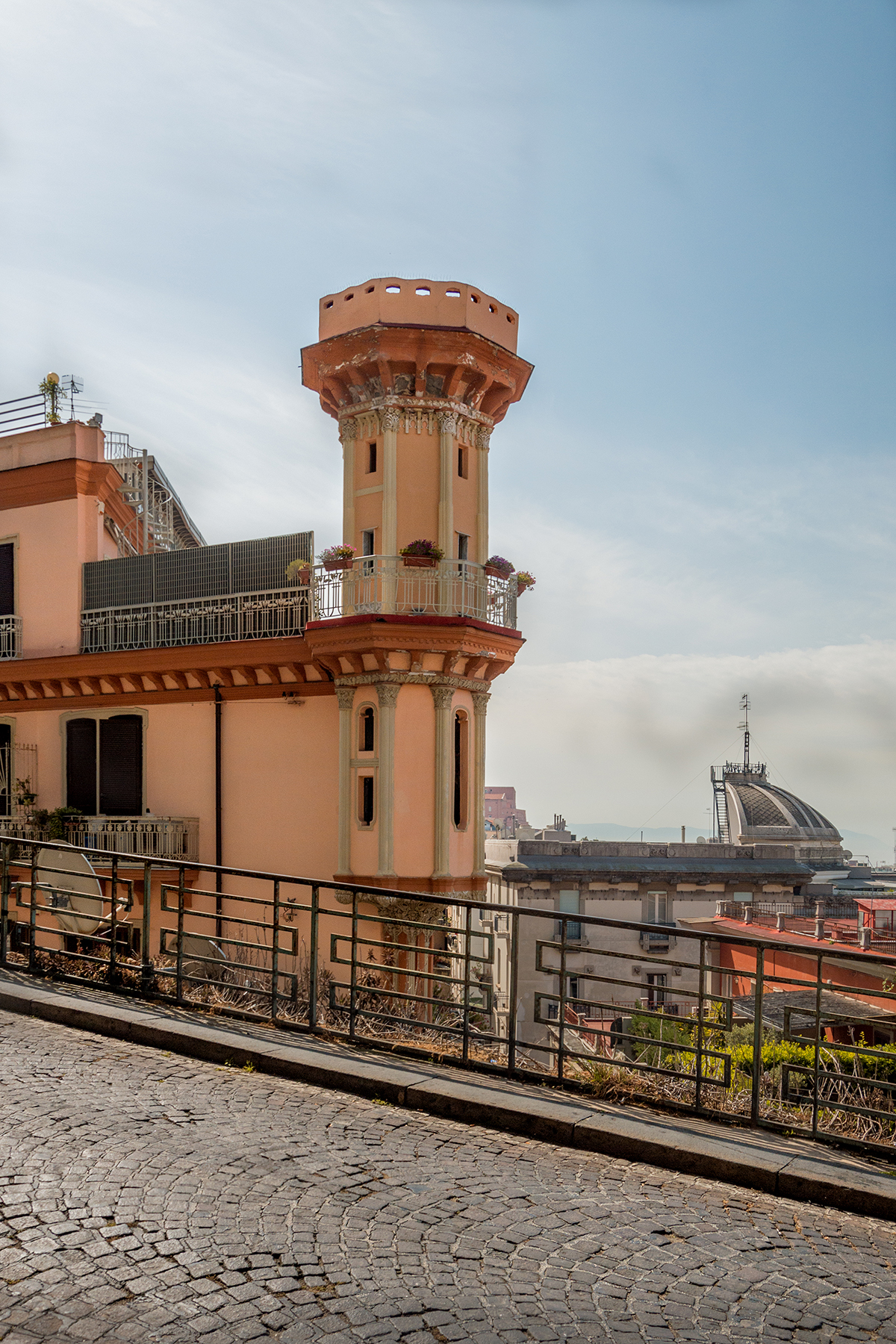
Palazzina Velardi, dettaglio del torrino.

Francesco De Simone fu ingegnere salentino che si laureò alla Scuola d'Applicazione degli Ingegneri di Napoli dove in seguito si stabilì professionalmente. Egli divenne noto con il piano urbanistico del 1914, ma prima di affrontare i problemi urbani dell'ex-capitale lavorò come progettista aderente al nuovo linguaggio floreale. Nel 1906 progettò palazzina Velardi. L'edificio fu tra i primi ad adottare solette in cemento armato che consentirono di realizzare l'audace sbalzo, per l'epoca, del torrino belvedere angolare. Proprio la presenza di quest'ultimo caratterizza l'immobile come una sorta di castello. Lo sviluppo  è impostato su un volume trapezoidale dall'andamento costante per i primi tre piani fuori terra, i successivi due scalano leggermente più dentro con la creazione di un terrazzo continuo e infine il piano attico che presenta un solo appartamento completamente arretrato su tutti i fronti. Pochi anni dopo realizzò un palazzetto in via De Cesare dove il suo genio creativo si limitò al disegno degli elementi di facciata che richiamavano i contigui edifici barocchi. Nei primi anni Dieci fu autore del sanatorio di Pozzuoli dove per la prima volta si mise in evidenza espressiva il telaio in cemento armato lasciando la decorazione ai soli ferri battuti. L'interesse verso il floreale iniziò a scemare quando De Simone si occupò in maniera sempre più consistente ai problemi urbanistici della Città disegnando forse uno degli ultimi esempi del floreale e uno dei pochi piani urbanistici influenzati da tale corrente: il piano De Simone del 1914. Esso non fu mai approvato ufficialmente ma i suoi echi si sentirono nei successivi provvedimenti legati all'apertura delle nuove strade di collegamento dei quartieri di nuova espansione ad ovest. Ispirato al piano fu il progetto di massima del parco Carelli a Posillipo, realizzato da De Simone, e caratterizzato da villini che ricordano i castelli urbani di Young.

### Gregorio Botta e villa Pappone

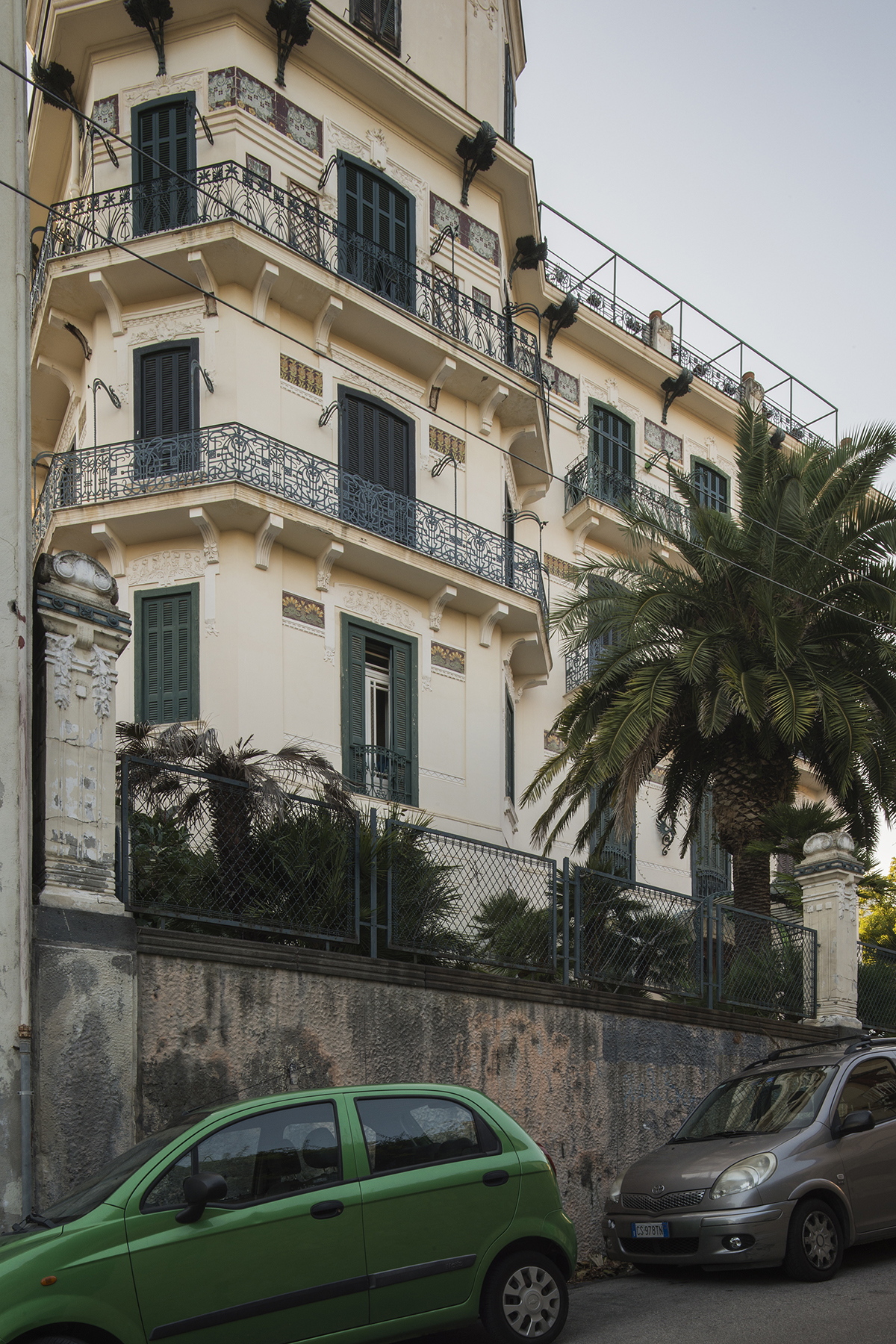
La villa Pappone.

Un caposaldo della nuova corrente architettonica d'inizio secolo fu villa Pappone, edificata nel 1912 su volontà del venditore di fiori artificiali all'ingrosso Francesco Pappone. Il progetto dell'edificio fu affidato all'ingegnere Gregorio Botta, un professionista che ebbe all'attivo diversi progetti in Egitto allora controllato dal protettorato inglese, mentre il committente acquisì i gusti e le tendenze culturali del periodo grazie ai continui scambi culturali con l'Europa. Le confluenze culturali di entrambe favorirono la nascita di un progetto di ampio respiro architettonico che si allineava culturalmente alle costruzioni d'oltralpe. Nonostante l'apparenza di un immobile d'affitto a tre piani, è uno dei pochi a Napoli destinato unicamente a residenza del committente. La villa presenta, a differenza di molte altre costruzioni coeve in città, tutti gli stilemi tipici del floreale come l'assenza di simmetria in pianta e lungo i prospetti per la presenza di corpi aggiunti alla figura di matrice della pianta; le differenti altezze dei singoli corpi che compongono il volume; elaborate rifiniture in stucco accompagnate da balaustre in ferro battuto di diverso disegno e culminanti nella pensilina d'ingresso in ferro e vetro;le fasce marcapiano ornate da maioliche. I continui richiami stilistici fanno riferimento al linguaggio della Secessione viennese, filtrata attraverso le opere italiane pubblicate dalla casa Crudo & Co. di Torino.

### I progettisti del floreale

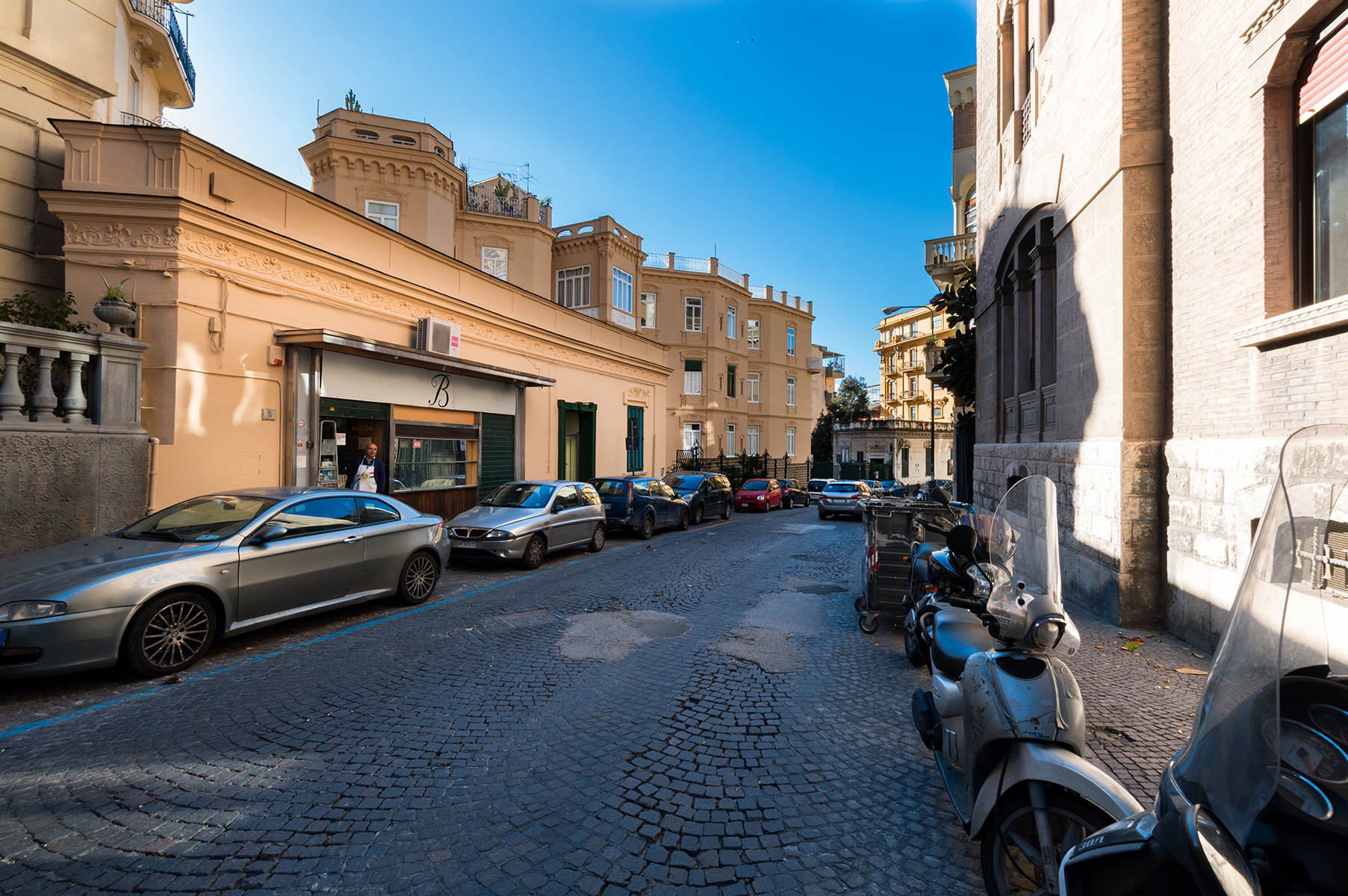
Palazzina Rocco, sulla destra.

La corrente del floreale riuscì comunque a creare un discreto seguito di progettisti che, seguendo la moda in auge, riuscì ad adeguarsi allo stile con maggiori o minori spunti creativi. Tra quelli più noti vanno ricordati Emmanuele Rocco, Stanislao Sorrentino, Michele Capo, Gioacchino Luigi Mellucci, Michele Platania, Gaetano Costa e Augusto Acquaviva Coppola.
Emmanuele Rocco, un ingegnere laureatosi alla Scuola d'Applicazione per gli Ingegneri di Napoli nel 1875. Divenne uno dei tecnici delle operazioni del Risanamento per la ricostruzione del rione umbertino di Santa Brigida dove insieme ad Antonio Curri si occupò della Galleria Umberto I. Nei primi anni del XX secolo aderì alla corrente floreale con il progetto della Palazzina Rocco. La singolarità della palazzina è la sua varietà volumetrica. Per l'esigenza di avere una superficie di prospetto capace di contenere il massimo numero di finestre, la facciata sul parco Margherita, presenta una serie di piegature. Nonostante questa apertura verso il nuovo stile, essa viene filtrata molto timidamente attraverso aspetti compositivi ancora legati al mondo ottocentesco come la formalità simmetrica e la presenza di stucchi classicheggianti, il contrappunto a tali aspetti è gestito dal disegno della pensilina e dagli infissi delle aperture. Negli stessi fu il turno di una palazzina condominiale in via Crispi e di Palazzo Fusco in via Filangieri, due edifici caratterizzati da un tiepido approccio liberty con tendenze all'eclettismo più consolidato.

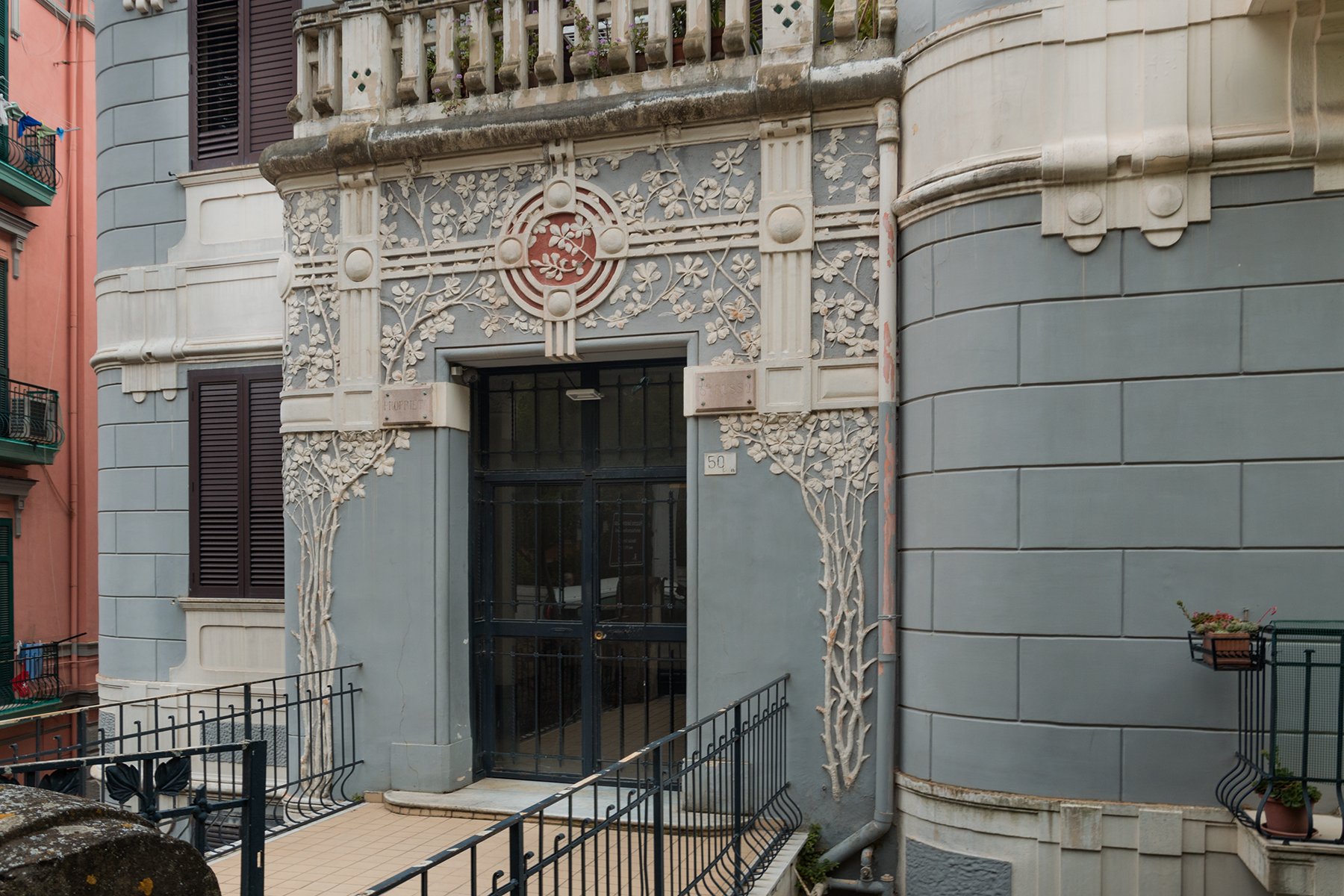
Palazzina Russo Ermolli, dettaglio dell'ingresso.

Stanislao Sorrentino, ingegnere impiegato presso la Société Anonyme des Tramways Provinciaux ed autore con Adolfo Avena di un progetto di funicolare aerea tra via Toledo e il Corso Vittorio Emanuele, progettò la Palazzina Russo Ermolli nel tornante di via Palizzi. Essa è caratterizzata da un accesso ubicato all'altezza del penultimo piano del palazzo ed è collegato alla strada attraverso una breve passerella, sotto il piano stradale si elevano ulteriori quattro piani ben visibili da piazza Amedeo. Compositivamente risponde ai criteri dello stile adottando soluzioni volumetriche asimmetriche, mentre la plastica minore riprende i motivi dell'intonaco listellato sul quale sono sovrapposti motivi che riprendono elementi vegetali che culminano nel possente coronamento in cemento martellinato che derivano dalla Secessione viennese.
Michele Capo, ingegnere laureatosi a Napoli in ingegneria civile, e nel 1894 in quella navale a Genova, iniziò con la produzione edilizia cittadina ancora legato al formalismo eclettico di fine Ottocento. In linea con la corrente liberty progettò il palazzo Guida a Porta Capuana e casa Arienzo a Sant'Eframo vecchio,  di scarso interesse spaziale perché caratterizzata solo da motivi parietali. Nel 1904, insieme ad Ettore Bernich, progettò il villino Elena e Maria in forme ancora condizionate da un linguaggio marcatamente eclettico con qualche concessione decorativa tendente al floreale per i corpi secondari. Di maggior interesse architettonico è villa Cuomo del 1919. In pianta i suoi ambienti proseguono nel fabbricato senza soluzione di continuità. La parte più interessante è dato dal corpo scala dove l'elemento di collegamento è separato formalmente dalla scatola muraria e sostenute da travi in ferro a guisa di cigno.
Gioacchino Luigi Mellucci fu un illustre ingegnere partenopeo, uno dei primi a concepire le nuove costruzioni utilizzando la potenza espressiva del cemento armato. È considerato un personaggio importante della stagione floreale in quanto il suo lavoro si concentrò sulla definizione delle strutture portanti degli edifici realizzati dalla società Borrelli, Ricciardi e Mannajuolo, allora progettate dall'architetto Arata e Licata. Nelle opere più individualiste al parco Margherita ed al Vomero si leggono spunti compositivi verso una rilettura pragmatica dell'eclettismo.

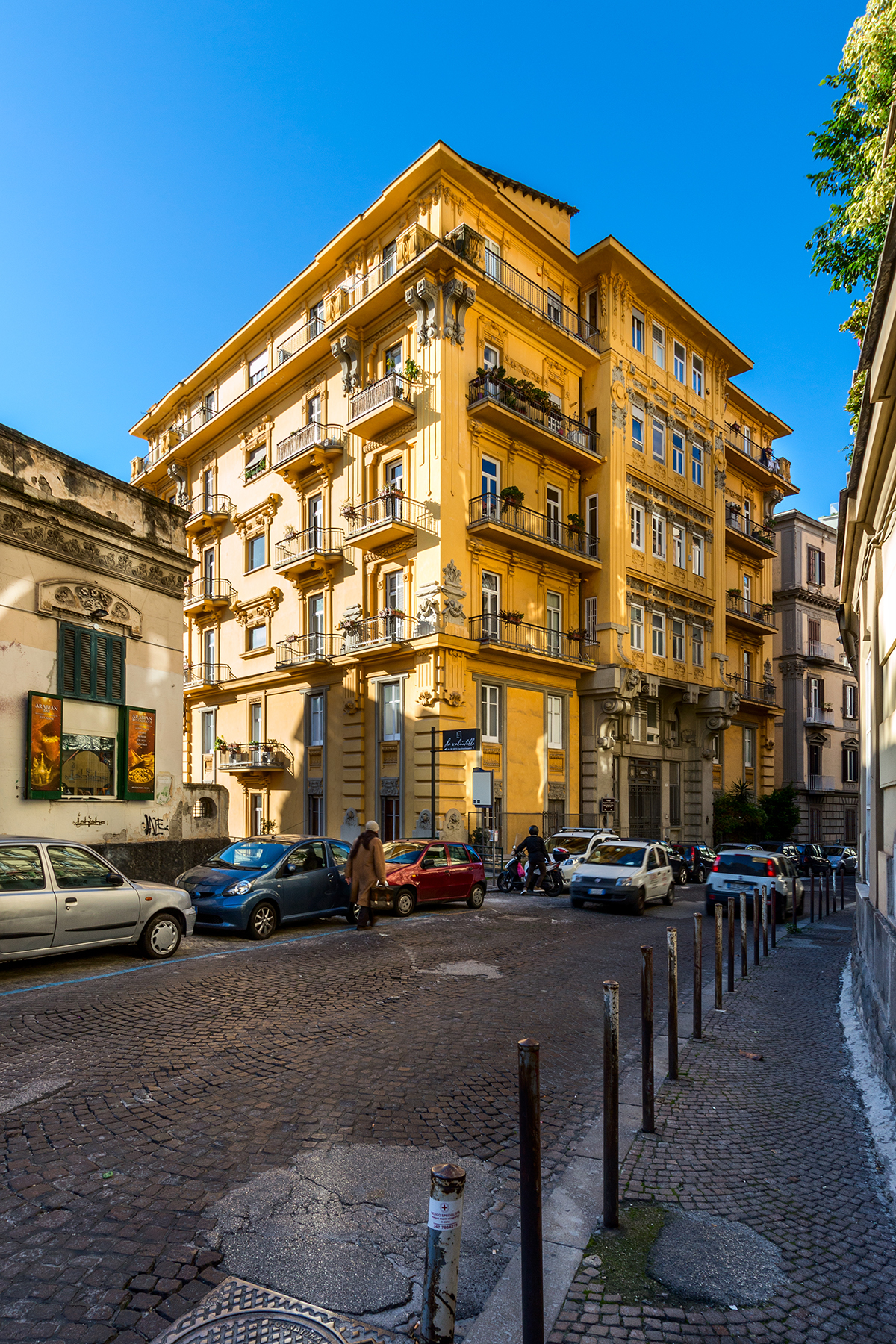
Palazzo Acquaviva Coppola.

Michele Platania, anch'egli ingegnere, fu il tecnico della Compagnia Italiana Grandi Alberghi e realizzò a villa De Cristoforo in via Palizzi. La costruzione, molto essenziale nelle sue linee, affida al geometrismo la decorazione dei prospetti attraverso fasce intonacate di rosso. La piccola costruzione anticipa attraverso la sua scarna immagine la tendenza del protorazionalismo della fine degli anni Venti di cui Platania divenne uno dei protagonisti.
Gaetano Costa, resosi noto nel 1927 con la costruzione tardo floreale della Stazione di Mergellina, fu un progettista attivo nell'ambiente floreale degli anni Dieci con modeste costruzioni caratterizzate da una plastica floreale su impianti spaziali legati alla tradizione ottocentesca. Progettò due esempi caratteristici di floreale al Vomero, le due case De Marinis, attualmente demolite per lasciar posto a moderni condomini di speculazione edilizia.
Augusto Acquaviva Coppola progettò come unico edificio aderente al nuovo linguaggio l'immobile per abitazioni di affitto al parco Margherita nel 1912. Il palazzo è caratterizzato da aspetti compositivi desunti dall'edilizia tardo ottocentesca come l'adozione della tipologia a blocco senza cortile. La peculiarità è quella di trovarsi in una collocazione particolare dove a valle si aggiungono ulteriori tre piani e il pian terreno è sede del piccolo Teatro San Carluccio. Nonostante il tradizionale impianto, esso presenta lungo i suoi prospetti apparati decorativi desunti dalla reinterpretazione di elementi provenienti dalla Secessione viennese.

## La decadenza del Liberty

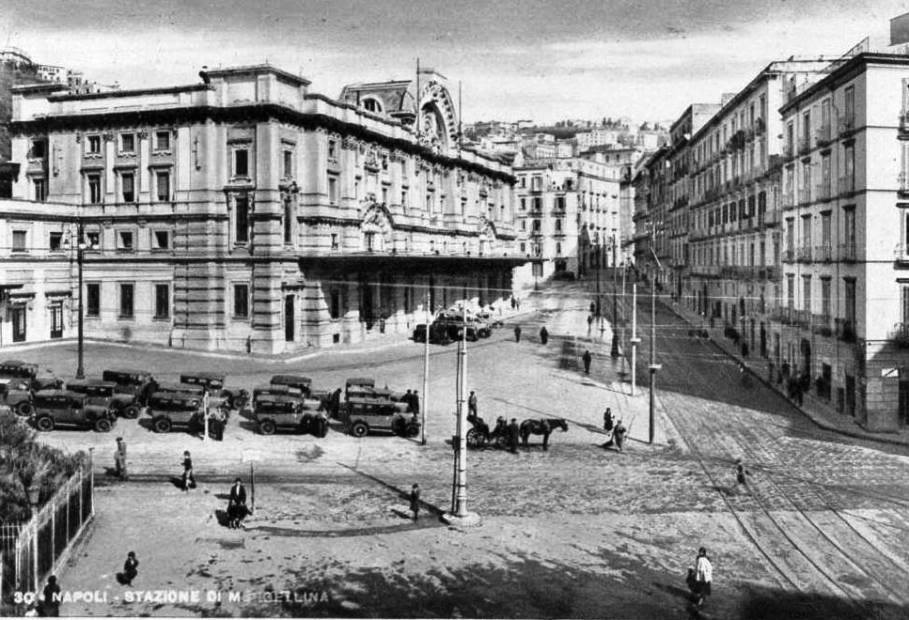
La stazione di Mergellina negli anni 1930.

Il liberty iniziò ad entrare in crisi dopo la fine della prima guerra mondiale, nel momento in cui raggiunse il suo apice in città. Uno dei fattori che contribuì alla decadenza fu quello del Paese di chiudersi, progressivamente, tra i propri confini territoriali per gli insorgenti fenomeni di nazionalismo nel vecchio continente. Questo problema fu causa dell'allontanamento culturale tra i vari movimenti modernisti. Numerosi progettisti italiani dopo la parentesi dell'Art Nouveau si rifugiarono nei manierismi del neoeclettismo accademico facendo regredire nel giro di pochi anni le innovazioni linguistiche più moderne. Giulio Ulisse Arata che ritornò a Napoli per due progetti di condomini realizzati per l'impresa Cottrau-Ricciardi a piazza Amedeo e piazza Sannazaro risentono già del distacco del progettista dalle forme più libere del floreale recuperando dal lessico formale accademico il ritorno all'ordine con applicazione di impianti simmetrici tipici del palazzo borghese del secolo precedente e adornati con un'epidermide di matrice neoclassica.

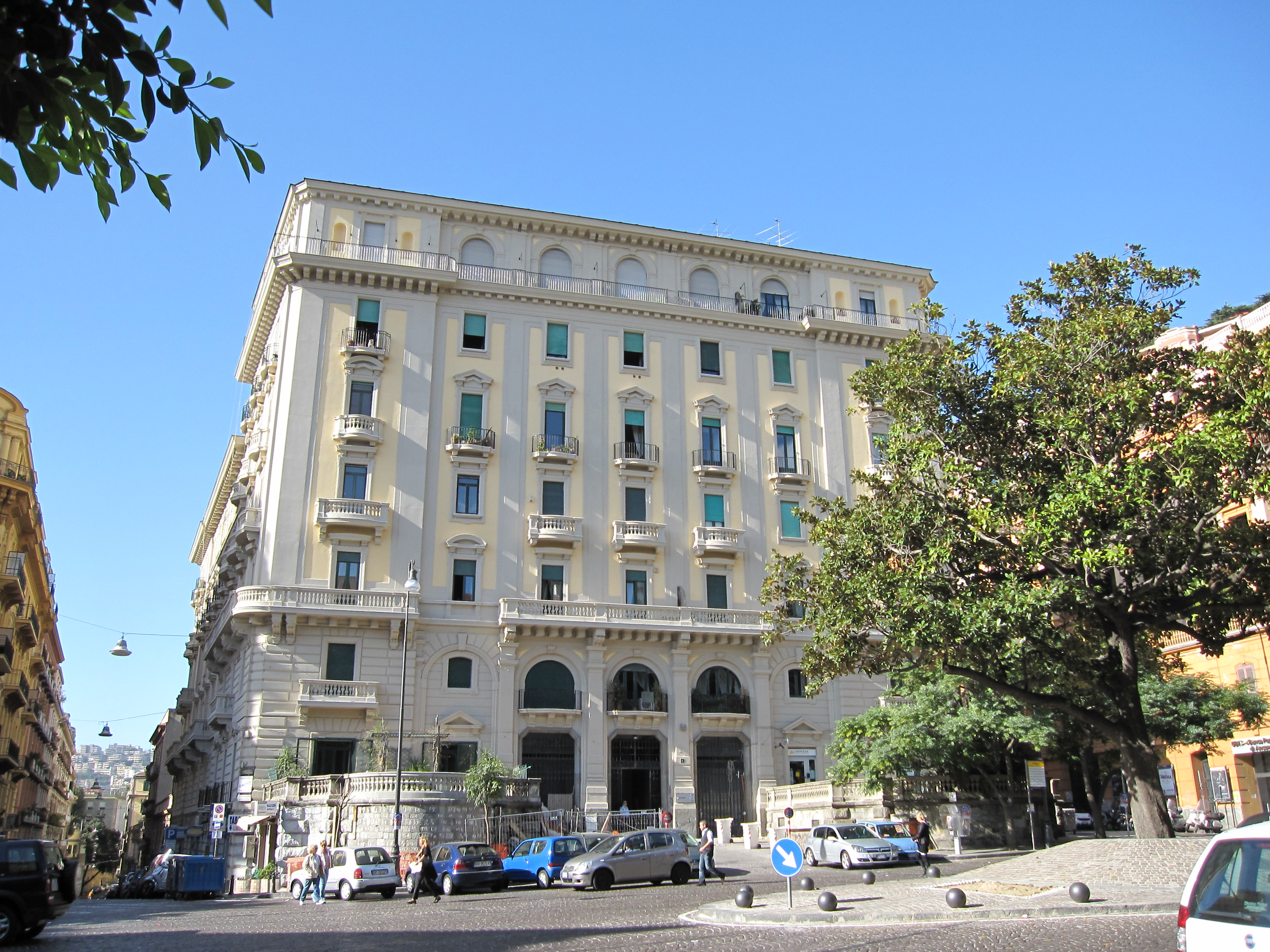
Palazzo Cottrau Ricciardi, una delle ultime opere partenopee di Arata.

L'inefficienza della produzione floreale napoletana è legata essenzialmente da un gusto decorativo che non investì una tematica spaziale. Inoltre va considerato che gli anni del floreale rappresentano a Napoli quelli del maggior squilibrio tra la classe dirigente e i tecnici. Va ricordato anche che tra la fine dell'Ottocento e gli inizi del Novecento iniziò a verificarsi un nuovo fenomeno professionale. Per la prima volta in Italia i progettisti si trovarono ad operare in ambito sia locale, che in quello extra-regionale per lo spostarsi con i relativi tecnici da un capo all'altro del Paese. Le movimentazioni avvenivano quasi sempre dal Nord al Sud, il che conduceva agli architetti meridionale a compiere poche esperienze, ponendoli in una condizione di intellettuali subalterni. Di pari passo va considerata anche la formazione dei progettisti italiani, ed in particolare quelli napoletani, provenienti da realtà accademiche fortemente consolidate delle Scuole d'Applicazione di Ingegneria e dalle Accademie di Belle Arti. Molti di essi furono impegnati civicamente nelle battaglie cittadine con la pubblicazione di articoli su quotidiani e riviste come Gaetano Costa o nella tutela dei monumenti come Adolfo Avena. Tale impegno condusse anche i migliori progettisti a sacrificare l'atteggiamento velleitario del floreale per ricondursi con il ritorno ad un neoeclettismo che riprendeva, seppur influenzati dalla stagione del floreale, gli stilemi compositivi ottocenteschi.
Un fronte minoritario dei progettisti della stagione floreale iniziò a mettere in discussione l'atteggiamento accademico delle Scuole d'Ingegneria e delle Belle Arti orientandosi verso una scarnificazione dei motivi compositivi floreali lasciando semplicemente al gioco dei pieni e dei vuoti uniti al sapiente gioco dei materiali adottati. Costoro, tra questi Michele Platania, iniziarono a rivolgersi con lo sguardo a ciò che avveniva oltre l'arco alpino come il movimento del decò, del protorazionalismo di matrice loosiana e behresiana e del classicismo nordico di Gunnar Asplund. Al contempo iniziarono a diffondersi gli ideali nazionalistici del regime fascista che imposero alle architetture di Stato il rigore compositivo desunto dalla classicità italiana. Negli anni Trenta si costituì il nucleo della Facoltà di Architettura dell'Università degli Studi di Napoli "Federico II", la direzione di una facoltà, votata al rinnovo dei professionisti impegnati nei processi edilizi verso i nascenti dettami del movimento moderno, venne affidata a Raimondo D'Aronco, un baluardo della stagione modernista italiana prima della retrocessione linguistica verso il neoeclettismo e il riproposto classicismo.

## Opere
La corrente liberty ha lasciato una grande testimonianza nell'architettura e nelle arti, infatti il liberty napoletano non si è occupato solo di un'architettura semplice e destinata alla progettazione di edifici ma anche piccoli pezzi come i negozi Gay Odin che conservano dopo molti anni le vetrine originali di legno intarsiato nell'omonimo stile.

### Chiaia
| Edificio                                  | Autore/i                                                            | Anno     | Ubicazione                   | Immagine (esterno)           | Immagine (interno/dettaglio) | Note           |  |
| ----------------------------------------- | ------------------------------------------------------------------- | -------- | ---------------------------- | ---------------------------- | ---------------------------- | -------------- |  |
| Palazzina Paradisiello                    | Giulio Ulisse Arata, Gioacchino Luigi Mellucci                      | 1909     | via del Parco Margherita, 38 | align=center                 | align=center                 | align=left\|   |  |
| Edificio residenziale                     | Gioacchino Luigi Mellucci                                           | 1910 ca. | via del Parco Margherita, 85 | align=center                 | align=center                 | align=left\|   |  |
| Autorimessa                               |                                                                     | 1910 ca. | via del Parco Margherita, 30 |                              | align=center                 | align=left\|   |  |
| Edificio residenziale                     | Giulio Ulisse Arata (attr.), Gioacchino Luigi Mellucci              | 1910 ca. | via del Parco Margherita, 28 | align=center                 | align=center                 | align=left\|   |  |
| Palazzina residenziale                    |                                                                     | 1910 ca. | via del Parco Margherita, 61 | align=center                 | align=center                 | align=left\|   |  |
| Edificio residenziale                     |                                                                     | 1910 ca. | via del Parco Margherita, 57 | Via del Parco Margherita, 55 | align=center                 | align=left\|   |  |
| Palazzina Rocco                           | Emmanuele Rocco                                                     | 1909     | via del Parco Margherita, 14 |                              |                              |                |  |
| Palazzo Acquaviva Coppola                 | Augusto Acquaviva Coppola                                           | 1912     | via del Parco Margherita, 12 |                              |                              |                |  |
| Grand Hotel Eden                          | Angelo Trevisan                                                     | 1901     | piazza Amedeo, 14            |                              |                              |                |  |
| Palazzo Leonetti                          | Giulio Ulisse Arata Gioacchino Luigi Mellucci                       | 1910     | via dei Mille, 40            |                              |                              |                |  |
| Edificio per abitazioni                   | Giulio Ulisse Arata Gioacchino Luigi Mellucci                       | 1910     | via dei Mille, 47            |                              | align=center                 | align=left\|   |  |
| Palazzina Velardi                         | Francesco De Simone                                                 | 1906     | rampe Brancaccio, 3          |                              |                              |                |  |
| Palazzo Mannajuolo                        | Giulio Ulisse Arata, Gioacchino Luigi Mellucci, Giuseppe Mannajuolo | 1911     | via Filangieri, 37           |                              |                              |                |  |
| Edificio residenziale e sala cineteatrale | Giulio Ulisse Arata Gioacchino Luigi Mellucci                       | 1910     | via Filangieri, 48           |                              | align=center                 | align=left\|   |  |
| Edificio commerciale                      | Giulio Ulisse Arata                                                 | 1911     | via Filangieri, 57           |                              | align=left                   | align=center\| |  |
| Negozio "Lotto zero"                      | Giulio Ulisse Arata Gioacchino Luigi Mellucci                       | 1912     | via Filangieri, 60           |                              | align=center                 | align=left\|   |  |
| Edificio residenziale                     |                                                                     | 1910 ca. | via Crispi, 25               | align=center                 | align=center                 | align=left\|   |  |
| Villino                                   |                                                                     | 1910 ca. | via Crispi, 76               | align=center                 | align=center\|               |                |  |
| Palazzina residenziale                    |                                                                     | 1910 ca. | via Tasso, 99                | align=center                 | align=center                 | align=left\|   |  |
| Palazzina Ricci                           |                                                                     | 1910 ca. | via Tasso, 65                | align=center                 | align=center                 | align=left\|   |  |
| Laboratorio di cioccolato Gay-Odin        | Angelo Trevisan                                                     | 1922     | salita Betlemme, 5           | align=center                 | align=center                 | align=left\|   |  |
| Negozio al dettaglio Gay-Odin             |                                                                     | 1895     | Via Chiaia, 237              | align=center                 | align=center                 | align=left\|   |  |

### Vomero
| Edificio                 | Autore/i                               | Anno     | Ubicazione                       | Immagine (esterno) | Immagine (interno/dettaglio) | Note |
| ------------------------ | -------------------------------------- | -------- | -------------------------------- | ------------------ | ---------------------------- | --- |
| Villa Loreley            | Adolfo Avena                           | 1911     | via Gioacchino Toma, 18          |                    |                              | |
| Palazzo dei Comunisti    |                                        | 1910 ca. | via Gioacchino Toma, 3           | align=center       | align=center                 | align=left\|Vi abitarono diversi esponenti della sezione partenopea del P.C.I.                          |
| Villino Giulia           |                                        | 1910 ca. | via Gioacchino Toma, 14          |                    |                              | |
| Villa La Santarella      | Antonio Curri                          | 1901     | via Luigia Sanfelice, 14         |                    | align=center                 | align=left\|                                                                                            |
| Villa Maria              |                                        | 1900 ca. | via Antonio Mancini, 38          |                    | align=center                 | align=left\|                                                                                            |
| Villino                  |                                        | 1900 ca. | via Antonio Mancini, 45          |                    | align=center                 | align=left\|                                                                                            |
| Palazzina Lemme          |                                        | 1912     | via Antonio Mancini, 25          |                    |                              | Realizzato in occasione della lottizzazione del rione Lemme.                                            |
| Villa Angelina Adele     | Stanislao Sorrentino (attr.)           | 1910     | via Antonio Mancini, 15          |                    | align=center                 | align=left\|                                                                                            |
| Palazzo Avena            | Adolfo Avena                           | 1928     | via Renato Lordi, 6              |                    |                              | Esempio di eclettismo con accenti tardo floreali.                                                       |
| Palazzina Lemme          | Leonardo Paterna Baldizzi              | 1915 ca. | via Francesco Paolo Michetti, 15 |                    | align=center                 | align=left\|Realizzato in occasione della lottizzazione del rione Lemme                                 |
| Villa Elena              | Leonardo Paterna Baldizzi              | 1913     | via Domenico Cimarosa, 7         |                    | align=center                 | align=left\|Conosciuta anche come Terza Casa Marotta.                                                   |
| Villa Catello-Piccoli    | Adolfo Avena Gioacchino Luigi Mellucci | 1918     | via Domenico Cimarosa, 77        |                    |                              | |
| Villa Pansini            |                                        | 1922     | via Filippo Palizzi, 15          |                    |                              | |
| Palazzina per abitazioni |                                        | 1910 ca. | via Filippo Palizzi, 19          |                    |                              | |
| Villa De Cristoforo      | Michele Platania                       | 1914     | via Filippo Palizzi, 59          |                    | align=center                 | align=left\| Attualmente Istituto Notre Dame de la Compassion - Scuola materna ed elementare parificata |
| Villa Ascarelli          | Adolfo Avena                           | 1914     | via Filippo Palizzi, 43          |                    |                              | Adesso conosciuta come villa Irene                                                                      |
| Palazzina Russo Ermolli  | Stanislao Sorrentino                   | 1918     | via Filippo Palizzi, 42          |                    |                              | |
| Casa Cifariello          | Leonardo Paterna Baldizzi              | 1911     | via Francesco Solimena, 8        | align=center       | align=center                 | align=left\|                                                                                            |
| Casa Marotta             | Leonardo Paterna Baldizzi              | 1911     | via Francesco Solimena, 76       |                    | align=center                 | align=left\|                                                                                            |
| Palazzina per abitazioni |                                        | 1910     | via Francesco Solimena, 80       | align=center       | align=center\|               | |
| Palazzina per abitazioni |                                        | 1910     | via Giovanni Merliani, 110       | align=center       | align=center                 | align=left\|                                                                                            |
| Villa Casciaro           | Dusmet                                 | 1908     | via Luca Giordano, 115           |                    | align=center                 | align=left\|                                                                                            |
| Villa Spera              | Adolfo Avena                           | 1922     | via Torquato Tasso, 615          |                    |                              | |
| Palazzo delle palme      |                                        | 1930     | via Aniello Falcone, 32          |                    | align=center                 | align=center\|                                                                                          |

### San Carlo all'Arena - Stella
| Edificio               | Autore/i          | Anno | Ubicazione                   | Immagine (esterno) | Immagine (interno/dettaglio) | Note |
| ---------------------- | ----------------- | ---- | ---------------------------- | ------------------ | ---------------------------- | --- |
| Villino Matilde        |                   | 1914 | via Carlo De Marco, 17       | align=left         | align=left                   | align=left\| |
| Villino Margherita     | Merlino           | 1914 | via Carlo De Marco, 19       | align=left         | align=left                   | align=left\|Castelletto di fattura eclettica con elementi liberty. |
| Villa Cuomo            | Michele Capo      | 1919 | vico Sant'Efremo Vecchio, 44 | align=left         | align=left                   | align=left\| Parzialmente inglobata nel contiguo palazzo residenziale progettato successivamente da Capo stesso, si conservano solo le parti più caratteristiche del progetto originario: l'avancorpo con la scala e l'ingresso. |
| Villa Carmela Vittoria | Vincenzo Savarese | 1922 | viale Colli Aminei, 7        |                    | align=left                   | align=left\| |
| Palazzina Viollet      | Lamberto Solimene | 1926 | corso Amedeo di Savoia, 179  | align=left         | align=left                   | align=left\| Esempio di palazzina tardo-floreale. |

### Avvocata-Montecalvario-Mercato-Pendino-San Giuseppe-Porto
| Edificio                       | Autore/i            | Anno     | Ubicazione              | Immagine (esterno) | Immagine (interno/dettaglio) | Note         |
| ------------------------------ | ------------------- | -------- | ----------------------- | ------------------ | ---------------------------- | ------------ |
| Palazzo Guida                  | Michele Capo        | 1915 ca. | via Cesare Rosaroll, 21 | align=left         | align=left                   | align=left\| |
| Edificio commerciale "Martone" | Basilio Gilardi     | 1920     | via Pietro Colletta, 1  | align=left         | align=left                   | align=left\| |
| Edificio residenziale          | Francesco De Simone | 1910 ca. | via Carlo De Cesare, 13 | align=left         | align=left                   | align=left\| |
| Palazzo Massa                  | Francesco De Fusco  | 1910     | via Emanuele De Deo, 82 | align=left         | align=left                   | align=left\| |

### Posillipo e Coroglio
| Edificio             | Autore/i                  | Anno | Ubicazione            | Immagine (esterno) | Immagine (interno/dettaglio) | Note |
| -------------------- | ------------------------- | ---- | --------------------- | ------------------ | ---------------------------- | --- |
| Villa Pappone        | Gregorio Botta            | 1912 | salita del Casale, 5  |                    |                              | |
| Villa Palladino      | Leonardo Paterna Baldizzi | 1921 | discesa Gaiola, 8     | align=left         | align=left                   | align=left\|Resa irriconoscibile dopo infruttuose trasformazioni. Le poche tracce di Paterna Baldizzi sono riconoscibili dalle decorazioni in quadrello dei ferri battuti, tipici del progettista. |
| Villino Santo Strato |                           | 1913 | via Santo Strato, 4   | align=left         | align=left                   | align=left\| Parzialmente alterato nella plastica originaria. |
| Villino Jovene       | Franz Di Lella            | 1901 | discesa Coroglio, 40  | align=left         | align=left                   | align=left\|villino eclettico con timidi influssi floreali |
| Parco Carelli        | Francesco De Simone       | 1912 | via parco Carelli, 40 | align=left         | align=left                   | align=left\|esempio di lottizzazione del periodo floreale completata anche con palazzine neo eclettiche.                                                                                           |

### Agnano e Bagnoli
| Edificio                    | Autore/i            | Anno     | Ubicazione                     | Immagine (esterno) | Immagine (interno/dettaglio) | Note |
| --------------------------- | ------------------- | -------- | ------------------------------ | ------------------ | ---------------------------- | --- |
| Complesso termale di Agnano | Giulio Ulisse Arata | 1908     | via Agnano agli Astroni, 12    |                    |                              | Parzialmente demolite per lasciare lo spazio a strutture più aggiornate, del progetto aratiano restano le stufe e le vasche per i fanghi.                                         |
| Hotel delle Terme           | Giulio Ulisse Arata | 1909     | via Provinciale San Gennaro, 8 | align=left         | align=left                   | align=left\|Realizzato dopo la partenza del progettista con un disegno del tutto alterato negli elementi aratiani. Attualmente stravolto per necessità di adeguamento funzionale. |
| Villa Ricciardi             | Giulio Ulisse Arata | 1913     | via Provinciale San Gennaro, 8 | align=left         | align=left                   | align=left\|Irriconoscibile e manomessa! |
| Villa Medusa                |                     | 1900 ca. | via di Pozzuoli, 110           | align=left         | align=left                   | align=left\|villino eclettico con timidi influssi floreali. |

### Annotazioni
1. ↑  L'attuale Corso Vittorio Emanuele.
2. ↑  Curri nel 1901 ricoprì l'incarico di supplente alla cattedra di ornato e Paterna Baldizzi insegnò dal 1905 al Politecnico disegno architettonico.
3. ↑  Antonio Curri vinse il concorso per il nuovo teatro di Santa Maria Capua Vetere, in seguito realizzato, ispirandosi per gli esterni all'Opèra di Charles Garnier.

### Fonti
1. ↑   Francesco Barbagallo, Napoli, Belle Époque (1885-1915), Roma-Bari, Laterza, 2015, ISBN 978-88-581-2105-4.
2. ↑   Cynthia Rich e Paolo Izzo, Schegge di vita nella Napoli Belle Epoque. Aspetti insoliti della Napoili «fin de siecle», tra aerostati, centri benessere, macchine volanti e concorsi di bellezza, I Cinquecento, n. 46, Napoli, Stamperia del Valentino, 2014, ISBN 978-88-95063-55-3.
3. ↑  (EN, IT) Fondazione Banco di Napoli/La Belle Époque: una mostra e un volume ispirati dai Grandi Magazzini. Tra dipinti, abiti e sculture, su Il Mondo di Suk, 4 ottobre 2023. URL consultato il 1º febbraio 2024.
4. ↑   Storie partenopee di una certa stoffa – L’arte tessile a Napoli dal 1700 ai giorni nostri – Seconda serie – 2/5 | La Bella Époque a Napoli e la nascita dei Grandi Magazzini Mele, su napoliartigianatoartistico.com, 24 giugno 2023. URL consultato il 1º febbraio 2024.
5. ↑   Napoli Liberty – “N’aria ‘e primmavera”, su L'Eco delle Sirene. URL consultato il 1º febbraio 2024.
6. ↑   Mostra Napoli Liberty: le opere e lo stile Liberty a Napoli, su The Art Post, 2020. URL consultato il 1º febbraio 2024.
7. ↑  (EN, IT) Silvana Musella Guida, La moda napoletana in rivista (1830-1930), in ZoneModa Journal, vol. 8, n. 1, Università di Bologna, 24 luglio 2018. URL consultato il 1º febbraio 2024.
8. ↑   Il Liberty napoletano, su danpiz.net. URL consultato il 1º febbraio 2024.
9. ↑   Itinerario Art Nouveau a Napoli - Zona Chiaia, su eventinapoli.com. URL consultato il 1º febbraio 2024.
10. ↑  Rossana Bossaglia, 1997, p. 52.
11. ↑   Raccolta Canzoni Napoletane 1898/1903 (Frontini, Francesco Paolo), su imslp.org. URL consultato il 3 febbraio 2024.
12. ↑   Anita Pesce e Marialuisa Stazio (a cura di), La canzone napoletana (PDF), in Culture e Società del Mediterraneo, Istituto di Studi sulle Società del Mediterraneo, 2013, ISBN 978-88-909500-0-1. URL consultato il 3 febbraio 2024.
13. ↑   Marialuisa Stazio, Il futuro alle spalle. Canzone napoletana fin de siècle e industria culturale, in Enrico Careri e Pasquale Scialò (a cura di), Studi sulla canzone napoletana classica, Lucca, Libreria Musicale Italiana, 2008,  pp. 351-402. URL consultato il 3 febbraio 2024.
14. ↑  Renato De Fusco, 2017, p. 35.
15. ↑  Tullia Iori, 2011, voce riferita anno 1894.
16. ↑  Tullia Iori, 2011, voce riferita anno 1895.
17. ↑  Renato De Fusco, 1959, pp. 96-97.
18. ↑  Fabio Mangone, 1993, p. 26.
19. ↑  Fabio Mangone, 1993, p. 27.
20. 1 2  Fabio Mangone, 1993, p. 48.
21. ↑  Fabio Mangone, 1993, p. 142.
22. ↑  Fabio Mangone, 1993, p. 143.
23. 1 2 3 4 5  Renato De Fusco, 2017, p. 44.
24. ↑  Fabio Mangone, 1993, p. 146.
25. ↑  Fabio Mangone, 1993, p. 148.
26. 1 2  AA.VV., 1999, p. 255.
27. ↑  Renato De Fusco, 1959, p. 127.
28. ↑  Renato De Fusco, 1959, p. 83.
29. ↑  Renato De Fusco, 1959, p. 91.
30. 1 2  Renato De Fusco, 1959, p. 140.
31. ↑  Renato De Fusco, 1959, p. 134.
32. ↑  Renato De Fusco, 1959, p. 102.
33. 1 2  Renato De Fusco, 1959, p. 141.
34. ↑  Renato De Fusco, 1959, p. 142.
35. ↑   Inimitabili Liberty. Nella Guida ai locali storici d'Italia c'è Napoli, Università di Napoli Federico II. URL consultato il 27 aprile 2018.
36. ↑   Andrea Speziali (a cura di), Panetteria [collegamento interrotto], su ItaliaLiberty.it. URL consultato il 27 aprile 2018.
37. ↑   Daniela Luigia Caglioti, Il guadagno difficile. Commercianti e artigiani napoletani nella seconda metà dell'800 (PDF), su core.ac.uk, Firenze, ottobre 1992. URL consultato il 1º febbraio 2024.
38. ↑   Botteghe storiche e ultracentenarie di Napoli | La tradizione è un valore da conservare, su comune.napoli.it. URL consultato il 1º febbraio 2024.
39. ↑  Italo Ferraro, 2014, p. 414.

### Liberty in Italia
- Liberty a Cagliari
- Liberty a Catania
- Liberty a Messina
- Liberty a Milano
- Liberty a Torino